# Hillion
Hillion [iljɔ̃] est une commune française située près de Saint-Brieuc dans le département des Côtes-d'Armor, en région Bretagne.

## Géographie

### Localisation

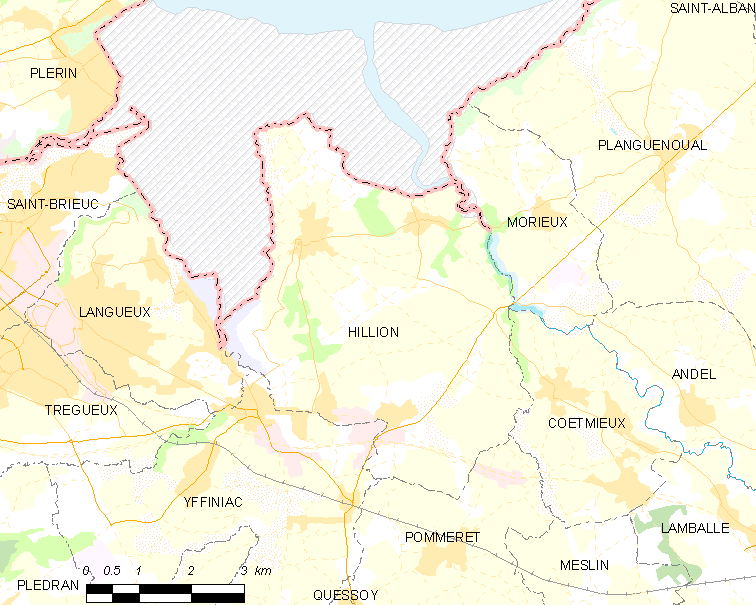
Carte de la commune.

La commune d'Hillion se situe en bord de mer, au nord-centre du département des Côtes-d'Armor, à l'est de Saint-Brieuc et à l’extrême est de l'agglomération dont elle fait partie : Saint-Brieuc Armor Agglomération.
Les communes les plus proches à vol d'oiseau sont : Yffiniac (4 km), Morieux (4,9 km), Coëtmieux (6,1 km), Pommeret (7,7 km) et Andel (8,7 km).
| Manche   | Manche   | Manche    |
| Manche   | Hillion  | Morieux   |
| Yffiniac | Pommeret | Coëtmieux |

### Géologie et relief

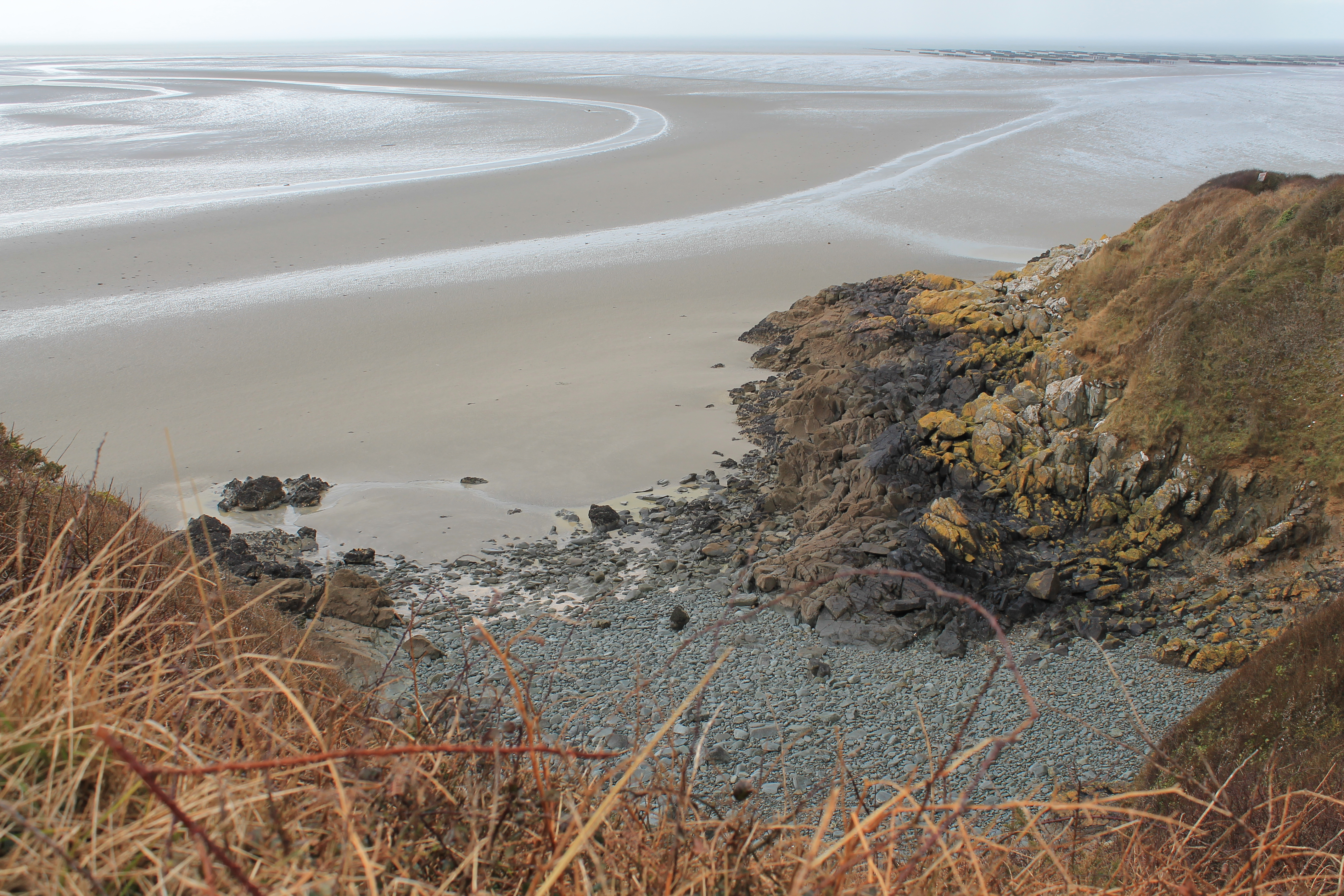
Plage de galets à la pointe du Grouin.

La géologie d'Hillion est la même que celle de Saint-Brieuc (voir : Cadre géologique Saint-Brieuc). La commune est localisée dans la partie médiane du domaine nord armoricain, unité géologique du Massif armoricain qui est le résultat de trois chaînes de montagne successives.
Des roches volcaniques sont bien visibles à Hillion au niveau de l'anse d'Yffiniac (tufs schistosés et poudingues vers la plage de l'Hôtellerie) et de la carrière du Vaugas où affleurent des leptynites acides, des amphibolites à grenat de haut métamorphique, alternant avec des gneiss dioritiques, des gabbros et quelques cumulats ultrabasiques. « Cette carrière donne une bonne image du complexe métamorphique et plutonique qui constitue le fond de la baie de Saint-Brieuc ».
Touristiquement, les principaux aspects de la géologie de cette bande côtière peuvent être abordés au cours de promenades géologiques qui permettent d'observer sur un espace réduit des roches d'âge et de nature différents, des structures géologiques (cisaillement, faille, pli, schistosité) témoins de phénomènes géologiques d'ampleur (magmatisme, tectogenèse, métamorphisme, érosion…).

### Hydrographie
Pour un article plus général, voir Réseau hydrographique des Côtes-d'Armor.
La commune est située dans le bassin Loire-Bretagne, au fond de la baie de Saint-Brieuc, et présente les caractéristiques d'une péninsule entourée par la Manche avec à l'ouest l'anse d'Yffiniac, au nord la baie et à l'est l'anse de Morieux dans lequel se jette le Gouessant. Elle est drainée par le Gouessant, l'Evron, la Touche et le Cré,.
Le Gouessant, d'une longueur de 41 km, prend sa source dans la commune de Trébry et se jette  dans la baie de Saint-Brieuc en limite de Lamballe-Armor et d'Hillion, après avoir traversé onze communes.
L'Évron, d'une longueur de 26 km, prend sa source dans la commune de Plémy et se jette  dans le Gouessant à Lamballe-Armor, après avoir traversé dix communes. Les caractéristiques hydrologiques de l'Évron sont données par la station hydrologique située sur la commune de Coëtmieux. Le débit moyen mensuel est de 1,14 m3/s. Le débit moyen journalier maximum est de 26,5 m3/s, atteint lors de la crue du 28 février 2010. Le débit instantané maximal est quant à lui de 35,1 m3/s, atteint le même jour.
La Touche, d'une longueur de 11 km, prend sa source dans la commune de Plédran et se jette  dans la baie de Saint-Brieuc sur la commune et d'Yffiniac.
Le Cré, d'une longueur de 11 km, prend sa source dans la commune de Quessoy et se jette  dans la baie de Saint-Brieuc sur la commune, après avoir traversé quatre communes.
Un plan d'eau complète le réseau hydrographique : la retenue de Pont Rolland, d'une superficie totale de 11,4 ha (5,27 ha sur la commune),.
Avec un littoral d'environ 13 km, Hillion est au cœur de la zone humide d'intérêt national que constitue la baie de Saint-Brieuc, classée réserve naturelle le 28 avril 1998.

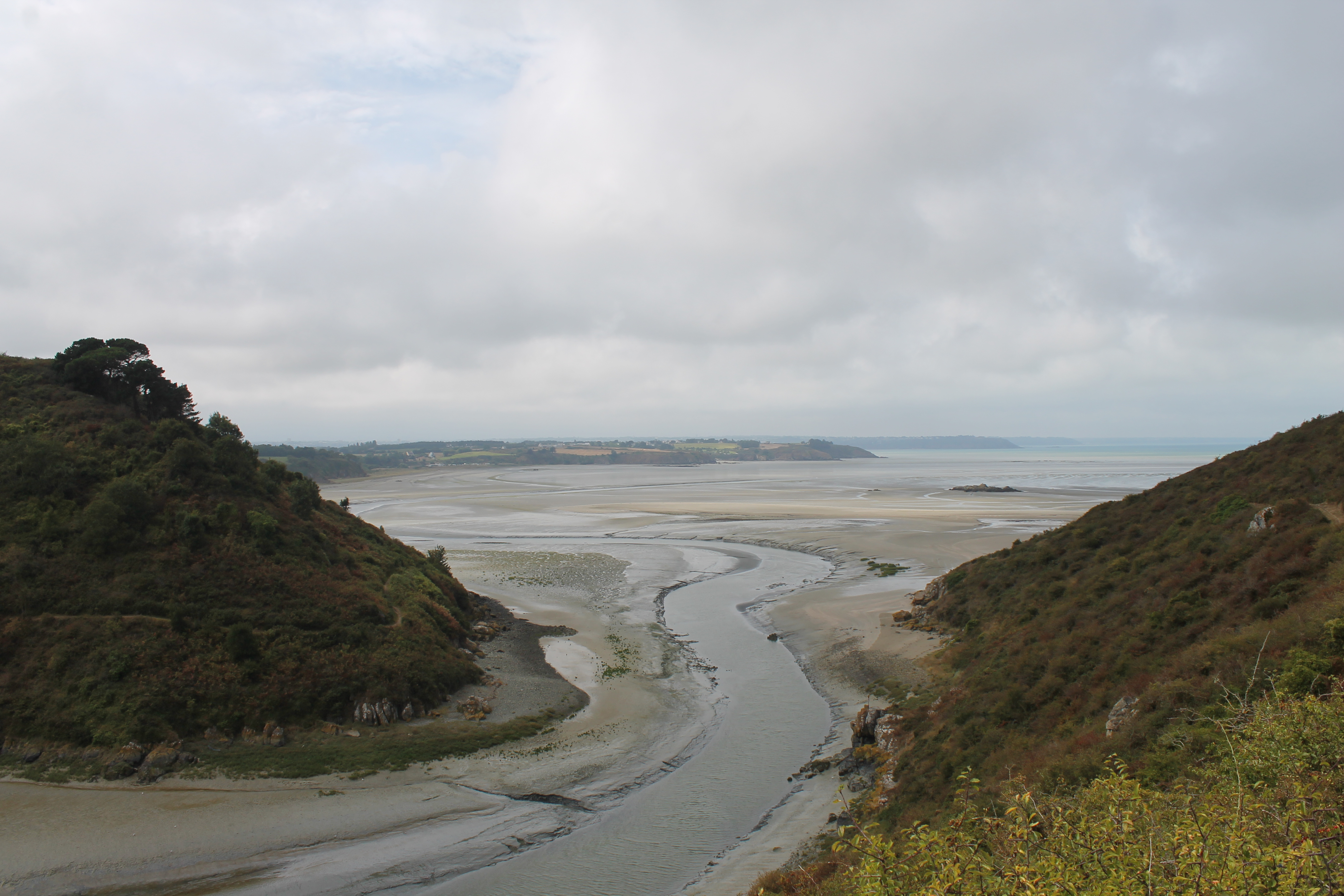
Anse de Morieux et le Gouessant.
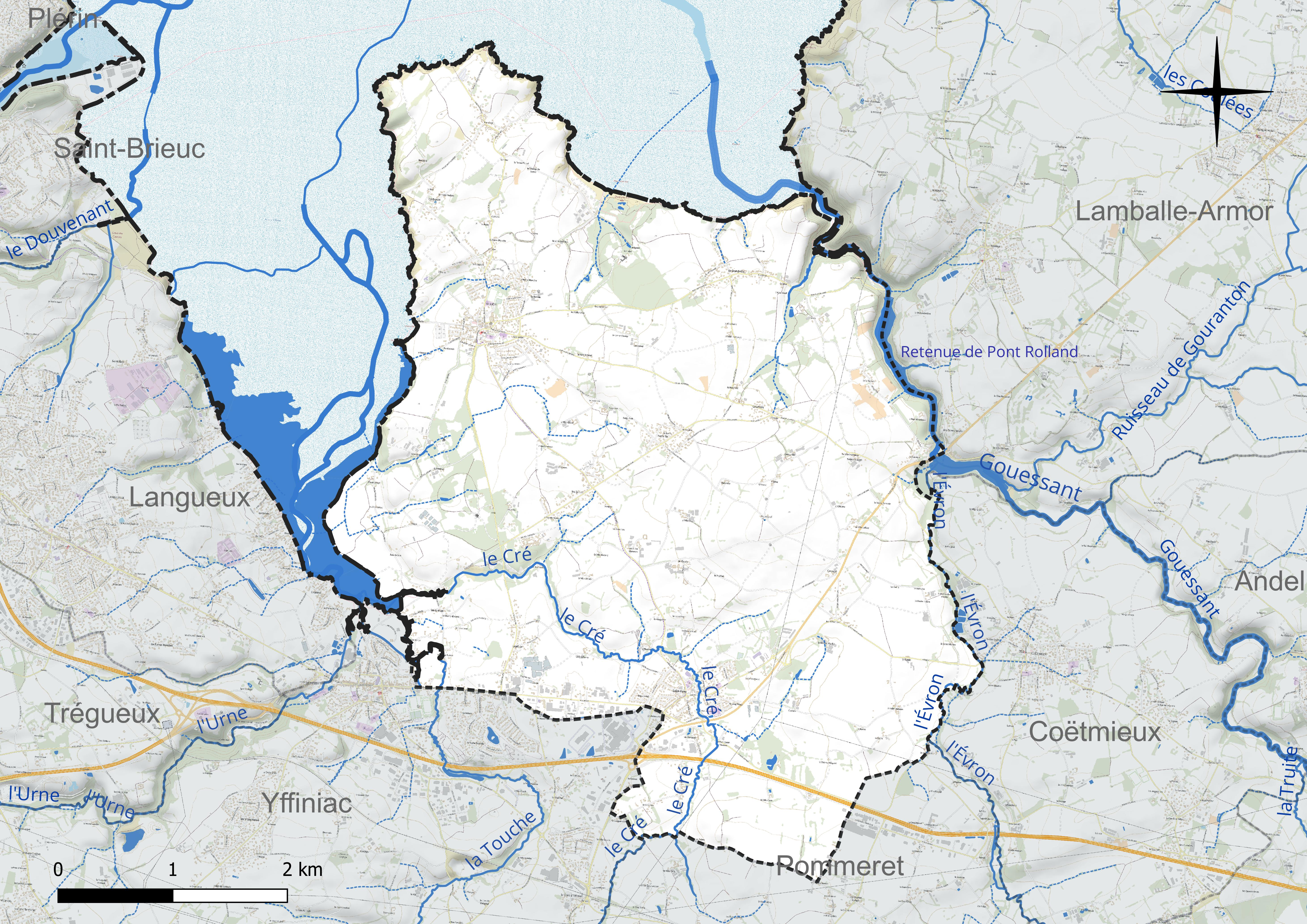
Réseau hydrographique d'Hillion.

### Milieux naturels et biodiversité

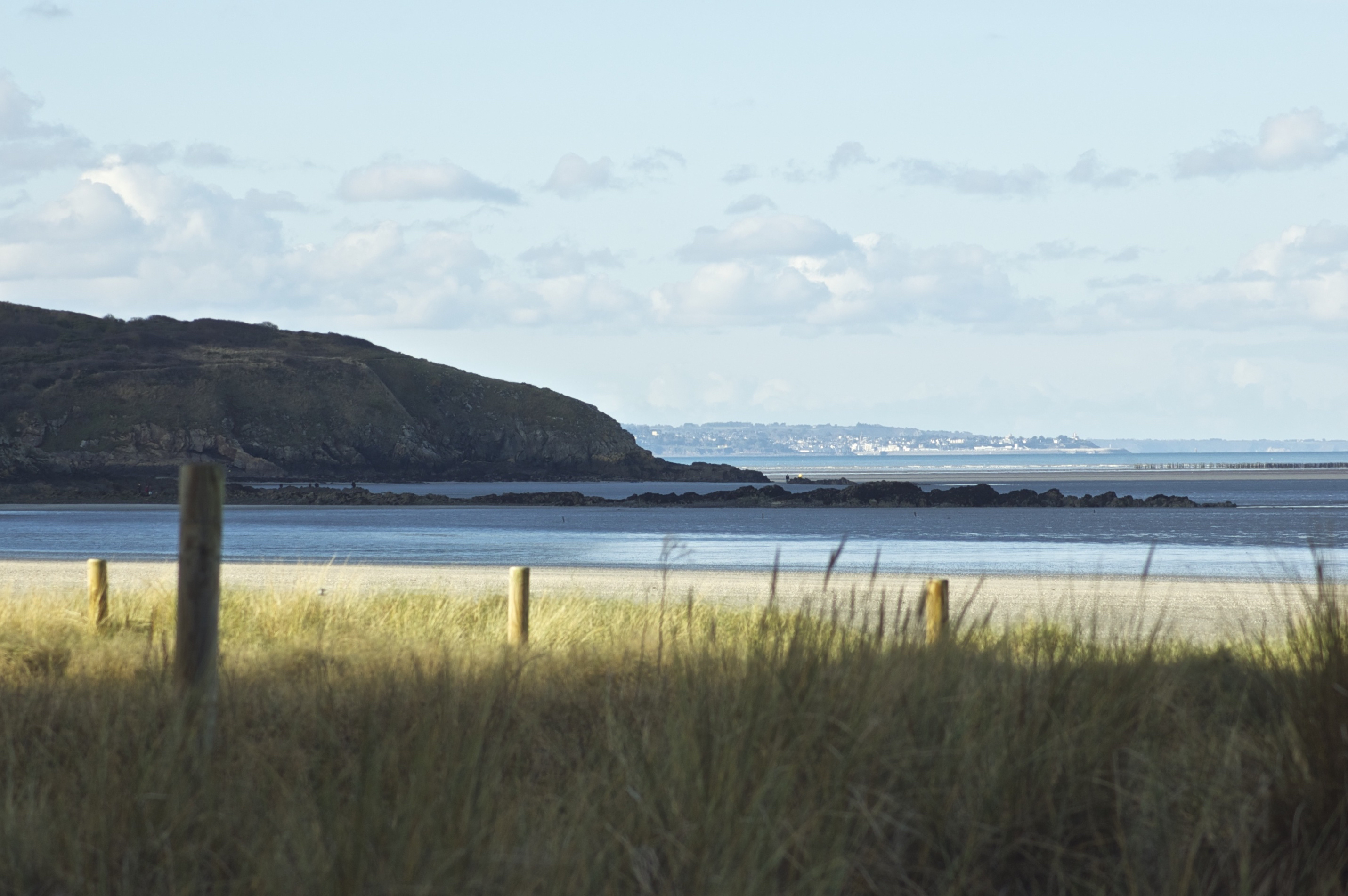
Dunes et plage de Bon-Abri.

Les dunes de Bon-Abri, au cœur de l'anse de Morieux, malgré leur modeste superficie (4 hectares), riches de leur biodiversité naturelle (dunes de sable nu, prairies humides, dunes boisées, etc.. constituent une mosaïque de milieux naturels), floristique et faunistique, constituent une réserve naturelle acquise par le département des Côtes-d'Armor en 1981. Elles abritent notamment 5 mares, dont deux permanentes, issues de l'exploitation industrielle du sable pendant une quarantaine d'années où vivent notamment 7 espèces de batraciens et 4 espèces de reptiles, dont des espèces rares comme le pédolyte ponctué, le crapaud des joncs, le triton palmé.

#### Algues vertes

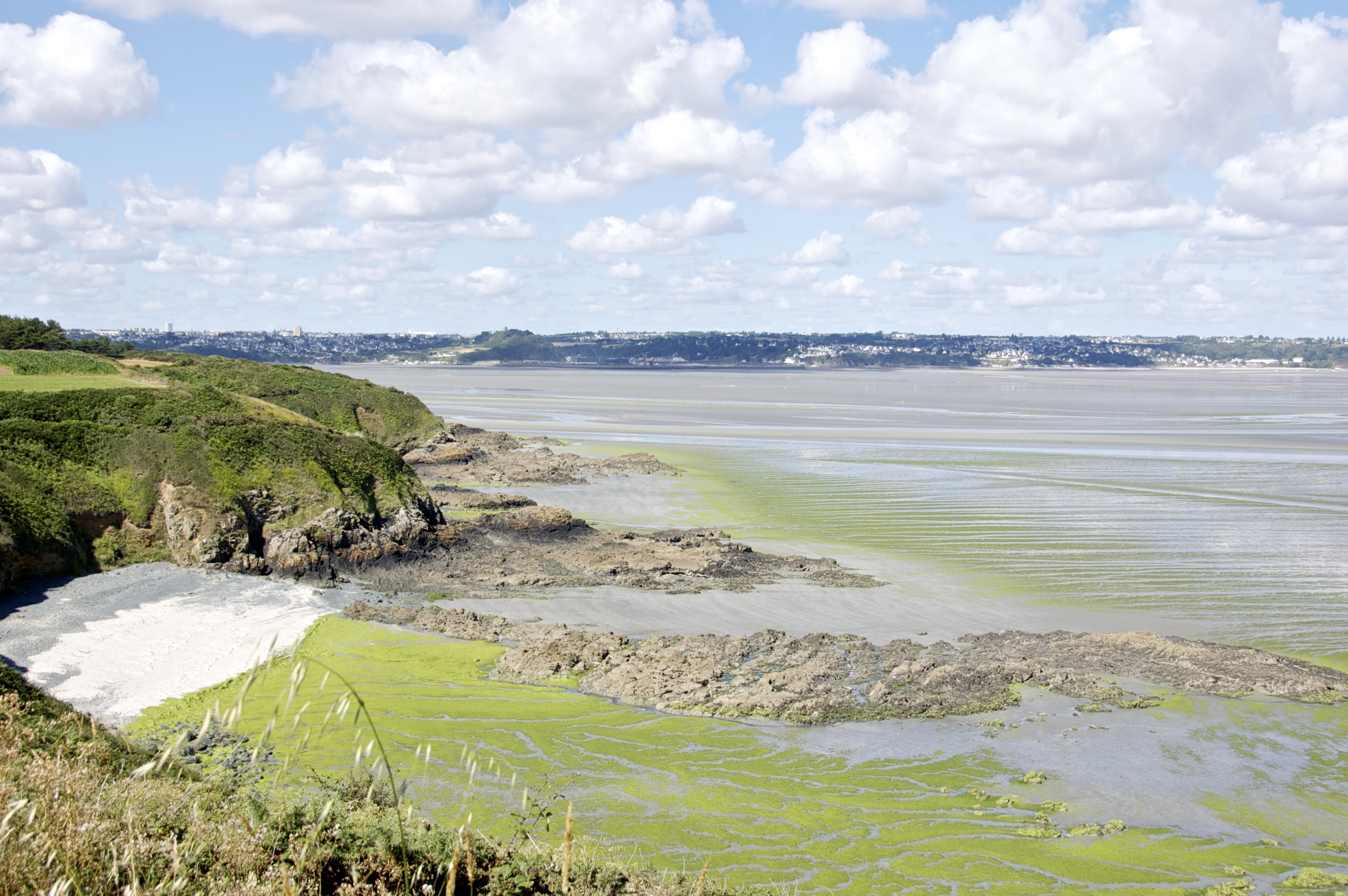
Algues vertes à la pointe du Grouin.

Dans son enquête journalistique consacrée aux algues vertes, Inès Léraud fait état de la mort de deux chiens sur une des plages d'Hillion en 2008. Entre les 24 et 29 juillet 2011, ce sont au total 36 sangliers qui seront retrouvés morts dans l'estuaire du Gouessant à Hillion. L'hypothèse retenue est celle d'une mort provoquée par la décomposition des algues vertes, validée par la présence de sulfure d'hydrogène dans les poumons et le sang des animaux. En 2016, c'est un joggeur qui est retrouvé mort dans l'estuaire du Gouessant. Là encore, la mort a été provoquée par une intoxication due à la décomposition des algues vertes.
Le maire d'Hillion prend différents arrêtés de fermeture des plages du fait des risques liés à la décomposition des algues vertes pour la santé humaine, notamment concernant la plage de Grandville du 22 juin au 19 octobre 2019 ou bien en juin 2025.
Depuis la mi-juillet 2021, la plage de l'hôtellerie est fermée au public du fait de la pollution aux algues vertes. À la suite de la publication de relevés dans l'air, le taux d'hydrogène sulfuré (H2S), gaz toxique émis lors de la dégradation des algues vertes, a été de 15,4 microgrammes par mètre cube, soit une augmentation de 150 % entre 2020 et 2021. Si cette augmentation n'a pour conséquence que des maux de tête ou des irritations dans la gorge, la valeur de référence de l'OMS a été dépassée à deux reprises.

### Climat
Pour des articles plus généraux, voir Climat de la Bretagne et Climat des Côtes-d'Armor.
En 2010, le climat de la commune est de type climat méditerranéen altéré, selon une étude du CNRS s'appuyant sur une série de données couvrant la période 1971-2000. En 2020, Météo-France publie une typologie des climats de la France métropolitaine dans laquelle la commune est exposée à un climat océanique et est dans la région climatique Finistère nord, caractérisée par une pluviométrie élevée, des températures douces en hiver (6 °C), fraîches en été et des vents forts. Parallèlement l'observatoire de l'environnement en Bretagne publie en 2020 un zonage climatique de la région Bretagne, s'appuyant sur des données de Météo-France de 2009. La commune est, selon ce zonage, dans la zone « Littoral », exposée à un climat venté, avec des étés frais mais doux en hiver et des pluies moyennes.
Pour la période 1971-2000, la température annuelle moyenne est de 11,3 °C, avec  une amplitude thermique annuelle de 10,9 °C. Le cumul annuel moyen de précipitations est de 659 mm, avec 11,7 jours de précipitations en janvier et 6 jours en juillet. Pour la période 1991-2020, la température moyenne annuelle observée sur la station météorologique la plus proche, située sur la commune de Lamballe-Armor à 12 km à vol d'oiseau, est de 11,8 °C et le cumul annuel moyen de précipitations est de 681,8 mm. Pour l'avenir, les paramètres climatiques de la commune estimés pour 2050 selon différents scénarios d’émission de gaz à effet de serre sont consultables sur un site dédié publié par Météo-France en novembre 2022.

## Urbanisme

### Typologie
Au 1er janvier 2024, Hillion est catégorisée commune rurale à habitat dispersé, selon la nouvelle grille communale de densité à 7 niveaux définie par l'Insee en 2022.
Elle est située hors unité urbaine. Par ailleurs la commune fait partie de l'aire d'attraction de Saint-Brieuc, dont elle est une commune de la couronne,. Cette aire, qui regroupe 51 communes, est catégorisée dans les aires de 200 000 à moins de 700 000 habitants,.
La commune, bordée par la Manche, est également une commune littorale au sens de la loi du 3 janvier 1986, dite loi littoral. Des dispositions spécifiques d’urbanisme s’y appliquent dès lors afin de préserver les espaces naturels, les sites, les paysages et l’équilibre écologique du littoral, tel le principe d'inconstructibilité, en dehors des espaces urbanisés, sur la bande littorale des 100 mètres, ou plus si le plan local d’urbanisme le prévoit.

### Occupation des sols

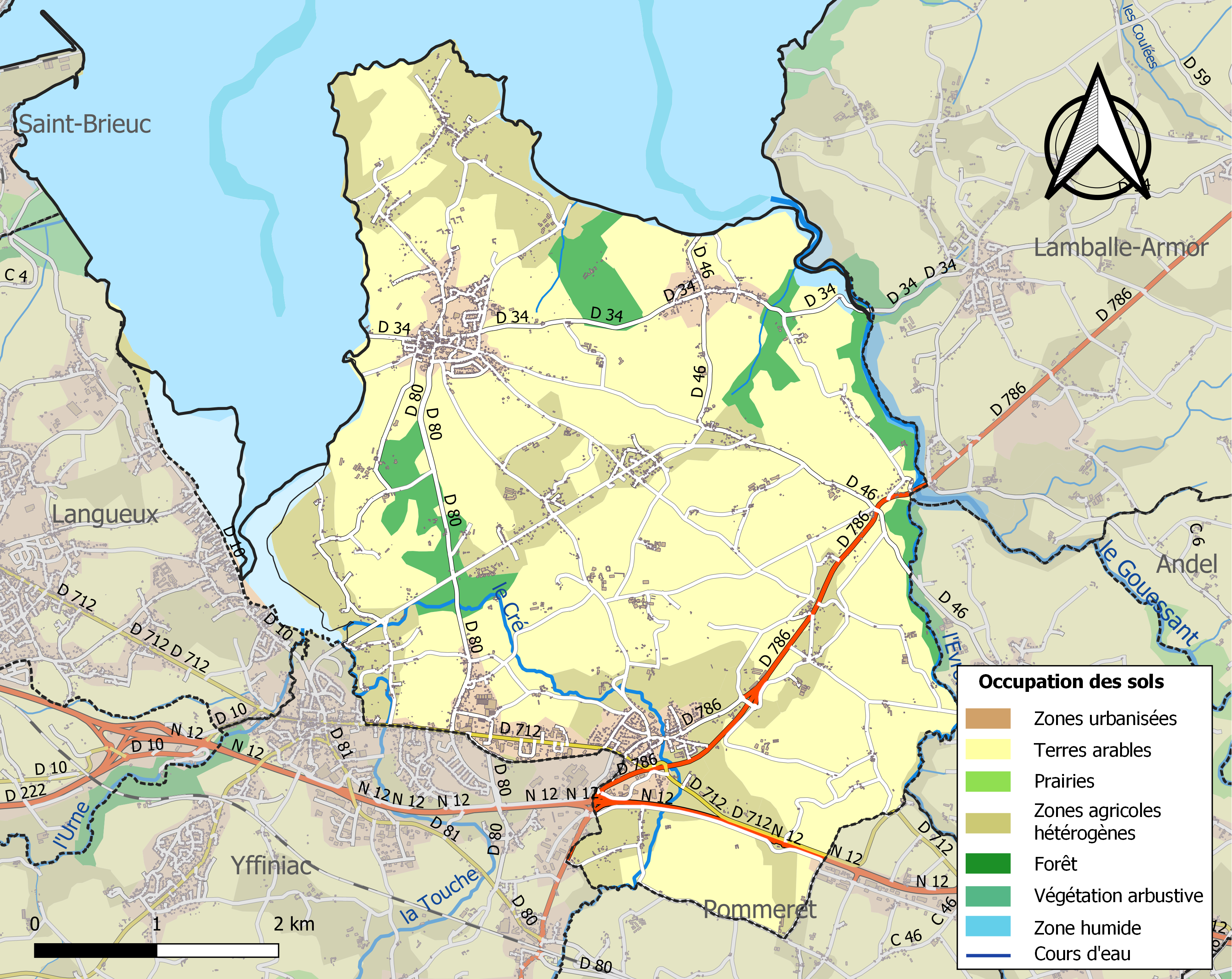
Carte des infrastructures et de l'occupation des sols de la commune en 2018 (CLC).

L'occupation des sols de la commune, telle qu'elle ressort de la base de données européenne d’occupation biophysique des sols Corine Land Cover (CLC), est marquée par l'importance des territoires agricoles (84,9 % en 2018), une proportion sensiblement équivalente à celle de 1990 (85,7 %). La répartition détaillée en 2018 est la suivante : 
terres arables (63 %), zones agricoles hétérogènes (21,9 %), forêts (6,5 %), zones urbanisées (5,8 %), zones industrielles ou commerciales et réseaux de communication (1,5 %), zones humides côtières (1,1 %), eaux continentales (0,2 %).
L'IGN met par ailleurs à disposition un outil en ligne permettant de comparer l’évolution dans le temps de l’occupation des sols de la commune (ou de territoires à des échelles différentes). Plusieurs époques sont accessibles sous forme de cartes ou photos aériennes : la carte de Cassini (XVIIIe siècle), la carte d'état-major (1820-1866) et la période actuelle (1950 à aujourd'hui).

### Morphologie urbaine
La commune se compose de deux bourgs : Hillion et Saint-René, qui regroupent environ 45 % de la population communale[réf. nécessaire]. La majorité de la population est dispersée sur une dizaine de hameaux : la Grandville, les Quilles, Lermot, Fortville, les Ponts-Neufs, Pissoisson, Licantois, Licellion, les Grèves, Carquitté.

### Logements
En 2009, les 1 904 logements de la commune sont à 88,8 % des résidences principales, uniquement des maisons. Les habitants sont majoritairement propriétaires (79,8 %) et 18,8 % sont locataires.
Plus de la moitié (57,3 %) des ménages en 2009 occupent leur résidence principale depuis dix ans ou plus. Sur le total des 1 691 résidences principales, 986 (58,3 %) possèdent plus de cinq pièces. Le nombre moyen de pièces se situe à 4,8 en 2008. La très grande majorité des résidences (98,3 %) possèdent une salle de bain disposant d'une baignoire ou d'une douche. 81,1 % des résidences possèdent au moins un emplacement de stationnement et 89,8 % des ménages sont équipés d'au moins une automobile.
Entre 1999 et 2009, le nombre de logements est passé de 1 617 à 1 904 soit une augmentation de 287 logements. Sur la même période, le nombre d'habitants a augmenté de 3 786 à 4 082, soit un solde de 296 habitants. L'explication de ces chiffres proches (1 habitant par logement) n'est pas lié à une augmentation du nombre de résidences secondaires (de 122 à 146, +24), mais à l'évolution de la taille des ménages 27 % de ménage à 1 personne en 2009.

### Projets d'aménagement
En mars 2012, le projet de plan local d'urbanisme a été présenté. La loi littoral s'appliquant sur la commune, les futurs lotissements seront situés sur les bourgs d'Hillion et de Saint-René.

### Voies de communication et transports

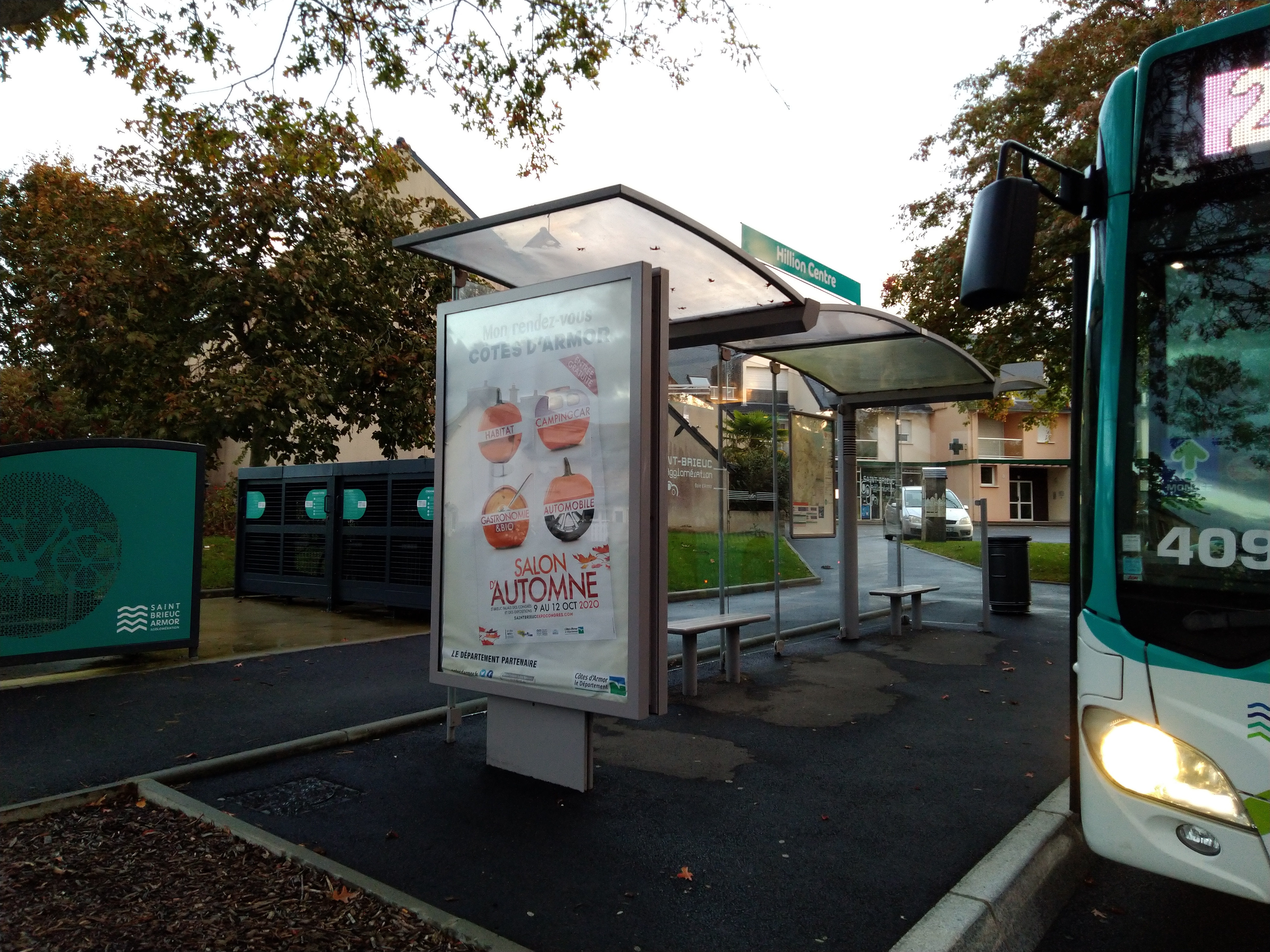
Arrêt de bus « Hillion Centre » du réseau TUB.

Hillion est reliée au reste de l'agglomération du lundi au samedi grâce à la ligne 20 des Transports urbains briochins (TUB).
Les lignes 2 et 3 du réseau BreizhGo passent également dans la commune.

## Toponymie
Le nom de la commune vient du nom du camp romain Iliacus Roboris (« camp du Rouvre ») qui était installé sur les lieux de l'actuelle ferme de Carbien, qui en garde la forme générale, une enceinte fortifiée avec des tours d'angle, plus récentes, mais construites sur les anciennes limites du camp.
Le nom de la localité est attesté sous les formes Helyon au XIe siècle, Hilium en 1148, Hyllion en 1216, Hillion en 1219, Hilyon en 1224, Hillion en 1229, Hilion en 1232, Helion en 1241, Hylion en 1242, Hillion en 1267 et en 1303, Hillian vers 1330, Hyllyon en 1536, Hillon en 1569.
Les historiens de référence de la Bretagne : Dom Lobineau, Dom Morice, Arthur de la Borderie, s'appuyant sur un manuscrit daté du XIe   ou   XIIe siècle (Vita Briocii), situent la fondation du village d'Hillion (alors Lis-Helion) à la fin du Ve siècle, « aux environs de l'an 490 ». Ce texte décrit précisément la « cour de justice de Helyon » (Aulam Helyoni ou Helioni). Ce lieu est ainsi devenu, selon ces historiens, dont Arthur de la Borderie dans son Histoire de Bretagne, « le siège de l'autorité qui régissait le plou d'Helion, (qui) fut nommé désormais la cour de justice d'Helion, Aula Helioni, en breton  Lis-Helion... ». Le nom de Licellion, hameau situé à 3 km au sud d'Hillion, subsiste de nos jours.
Le nom en breton de la commune est Helion.

## Histoire

### Des origines à la période gallo-romaine

#### Préhistoire

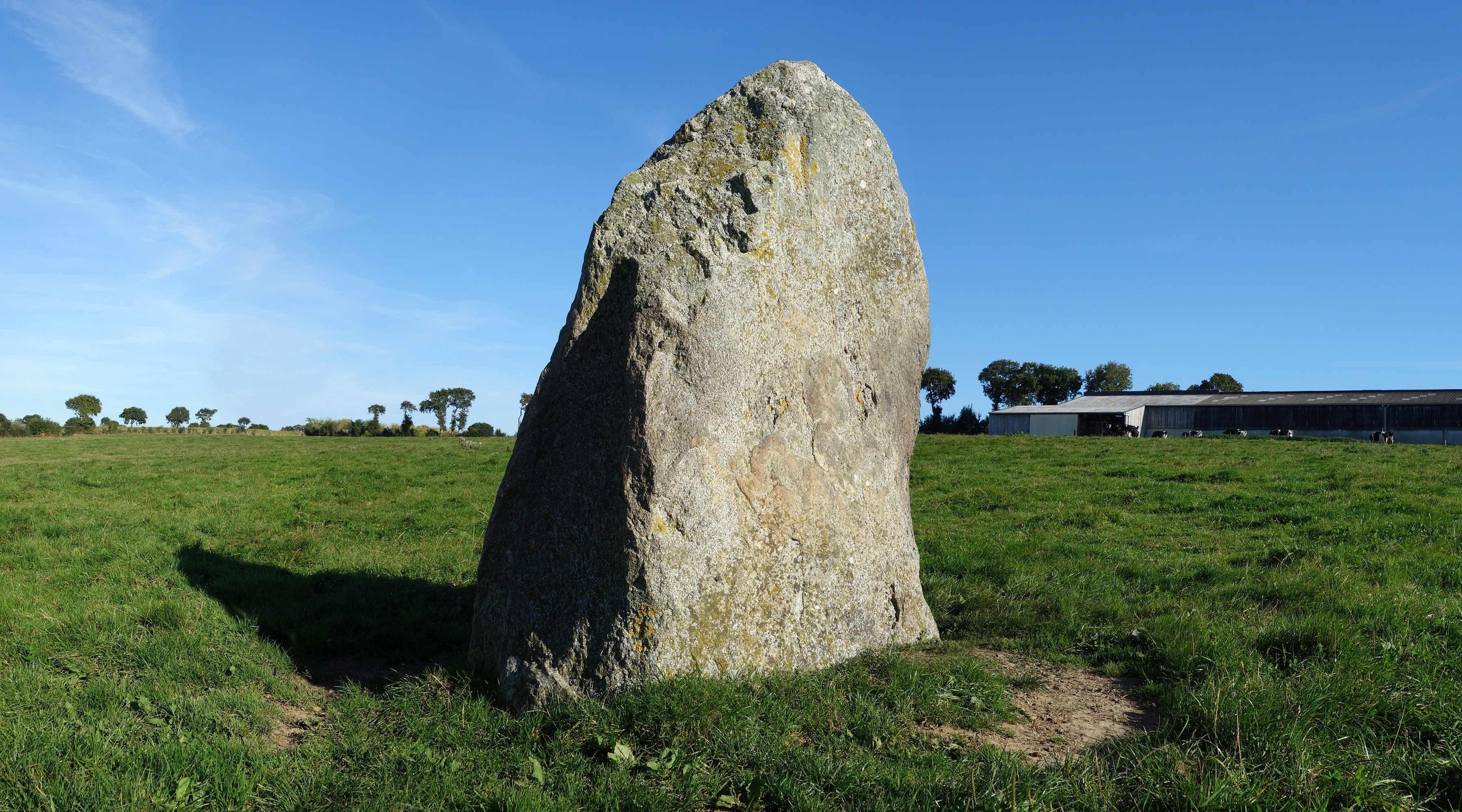
Le menhir de Carquitté.

De nombreux artefacts datant du néolithique ont été découverts sur le territoire de la commune depuis le XIXe siècle : haches de pierre polie, meules, racloirs, pointes de flèches… Mais il n'a pas été identifié d'outils des périodes du paléolithique et du mésolithique. Par comparaison à d'autres sites littoraux comme celui de Piégu à Pléneuf-Val-André, il est raisonnable de penser qu'une occupation humaine a existé à Hillion à ces périodes. Outre ces artefacts du néolithique dispersés sur toute la commune qui attestent d'une large occupation, il faut noter la présence du menhir de Carquitté découvert en 1964, celui d'un dolmen démantelé au Champ Plétan, et les fondations d'une maison datant de la fin de cette période mise au jour par l'Inrap en 2017.
Plusieurs dépôts de haches à douille ou à talon, découverts notamment à Lermot et à Carquitté, montrent une continuité de l'occupation humaine durant l'Âge du bronze.
La période de l'Âge du fer a laissé relativement peu de traces : quelques poteries dans les lieux-dits de Crémur, Bonabry et Billemont. Dans l'ouest de la Bretagne, on observe la présence de souterrains armoricains associés à de petites fermes gauloises. Ces souterrains servaient à stocker des réserves probablement de nourriture, conservée dans du sel. L'un d'entre eux a été découvert dans la commune mais détruit lors de travaux.

#### Période gallo-romaine
C'est au cours du XIXe siècle qu'ont été faites les premières découvertes archéologiques concernant la période gallo-romaine : des restes de bâtiments et même de thermes à la Grandville, des céramiques, poteries, tegulae et suspensura confirmant la présence de thermes, ainsi que des pièces de monnaie datées du 1er au début du IVe siècle, avec un apogée au IIIe siècle. Ces découvertes conjuguées à des repérages d'enclos par prospections aériennes ont permis d'identifier une quinzaine de sites : à la Grandville, l'Hôtellerie, Crémur, Lermot, Carquitté, Le Clos Cotte, Bellevue , etc.. Ces différents sites étaient reliés par des voies secondaires à la voie principale reliant Fanum Martis (Corseul) à Vorgium (Carhaix). Celle-ci est très bien repérée sur les plans terriers du duché de Penthièvre sous l'appellation classique de « chemin ferré » ; elle passe à Licellion où aurait existé un relais-auberge (Vetus stabulum). Le site de la Grandville est considéré comme un vicus portuaire comportant sur une vaste étendue des maisons et des thermes, ainsi que probablement un temple. Des restes de carrelages et de mosaïques ont été mis au jour et ont parfois servi par le passé à remblayer des chemins. Des murs peints à incrustation de coquillages ont été découverts au XIXe siècle et jugés suffisamment intéressants pour être exposés au musée d'Archéologie nationale de Saint Germain en Laye. L'économie de ce vicus était lié à la fabrication de pourpre à partir de coquillages (Nucella lapillus) et aux activités littorales.

### Période du Moyen Âge

#### L'empire romain auIVesiècle
Pour maintenir sa présence et sa domination sur l'immense territoire qui s'étend en occident et en orient, l'empire romain s'appuie sur des troupes originaires de multiples pays, qui sont plus ou moins romanisées. Les peuples de la périphérie commencent à se rebeller et notamment les saxons font de fréquentes incursions sur les côtes d'Armorique dès la fin du IIIe siècle. Les villages côtiers sont ravagés, comme Port Aurel à Plérin, Fréhel et aussi le hameau de la Grandville (Hillion) où des traces d'incendie ont été observées sur les vestiges.
Le pouvoir romain fait appel à des troupes de supplémentaires provenant de Bretagne, notamment de Cornouailles et du pays de Galles. Il est très probable qu'une garnison se soit installée à la pointe d'Hillion qui, de par sa géographie, permet la surveillance de toute la baie. La pression des peuples dits barbares s'accentue au Ve siècle, entraînant des vagues de migrants de Bretagne vers l'Armorique qui devient la Bretagne.

#### L'implantation bretonne à Hillion
Selon la Vita Briocii (récit hagiographique qui relate la vie de Brieuc), celui-ci aurait débarqué dans le fond de la baie de Saint-Brieuc au VIe siècle. De sérieuses réserves ont été émises par des historiens, dont Arthur de la Borderie, sur les récits très enjolivés, mais ils ne mettent pas en doute les éléments majeurs : l'arrivée de Brieuc avec des moines et des Bretons au VIe siècle, l'implantation antérieure d'autres migrants d'origine galloise à Licellion (Lis-Helion signifiant la cour d'Hillion) où se trouve son cousin Rigwall. En breton ancien, lis est un terme issu du gallois llys qui signifie « cour seigneuriale ». Ces textes laissent entrevoir une origine galloise du toponyme Hillion.
Il est probable qu'une chapelle ou une église en bois ait été construite à Hillion par les moines gallois. Ce n'est qu'en 848 que Nominoë, roi des Bretons, crée le diocèse de Saint-Brieuc, mais il n'y a pas mention de la paroisse d'Hillion.
Ronan, un saint emblématique de la Bretagne à Hillion
Comme de nombreux évangélisateurs venus des terres celtiques en Armorique, Ronan est un moine irlandais qui vient annoncer le christianisme au VIe siècle. Il commence sa mission dans le Léon puis dans l'actuelle Cornouaille (Locronan ou « terre sacrée de Ronan »). Il se heurte à une résistance de la part des tenants du druidisme et, selon la tradition, part s'installer à Hillion, où il crée un ermitage à ce qui s'appellera le lieu-dit Saint-Ronan, nom qui perdurera jusqu'au XVIIe siècle. Il y serait mort et son corps aurait été transféré à Locronan.

#### L'avènement de la chevalerie à Hillion
Les périodes troublées de la fin du Xe siècle entraînent la création de lieux fortifiés dans lesquels la population peut se réfugier en cas d'attaques. Ils sont constitués par des mottes castrales où résident des chevaliers qui protègent la population. Selon Henri Frotier de La Messelière, le lieu-dit « la Motte verte » situé dans le bourg actuel serait l'une d'entre elles. Il y en avait-il probablement d'autres. La présence attestée des chevaliers de Hillion au XIe siècle plaide en ce sens.
Le 14 octobre 1066, Guillaume le Conquérant remporte une victoire décisive à la bataille d'Hastings, début de la conquête de l'Angleterre. De nombreux Bretons font partie de ses troupes, dont Éon Ier de Penthièvre qui règne sur la châtellenie de Lamballe. Les seigneurs d'Hillion figurent parmi ses vassaux. Selon le Domesday Book (1086), Hervé de Hillion et Tihel de Hillion, chevaliers de Hillion, ont combattu à Hastings, avant de recevoir des terres et de s'installer en Angleterre,.

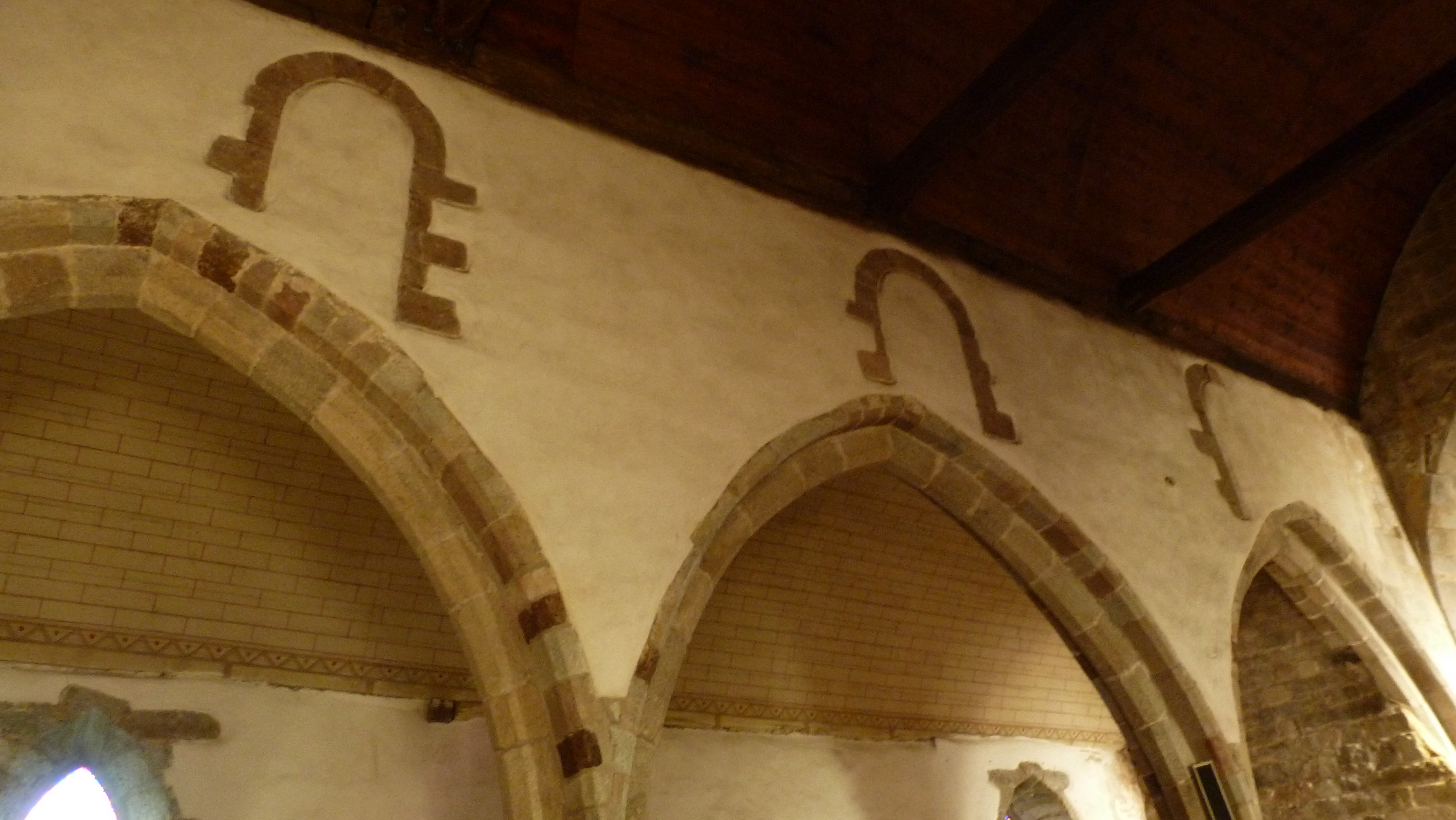
Fenêtres obstruées de la façade romane.

La date de la construction de l'église Saint-Jean-Baptiste est estimée par les spécialistes à la fin du XIe siècle, donc peu après la conquête de l'Angleterre. On peut faire l'hypothèse que l'enrichissement rapide des chevaliers de Hillion n'y est peut-être pas étranger. Cette vaste église de type roman correspond au style normand des églises érigées à la même époque : elle comporte une tour massive implantée à la croisée du transept, ce qui tend à confirmer cette hypothèse.
Les chevaliers de la paroisse d'Hillion au XIIIe siècle

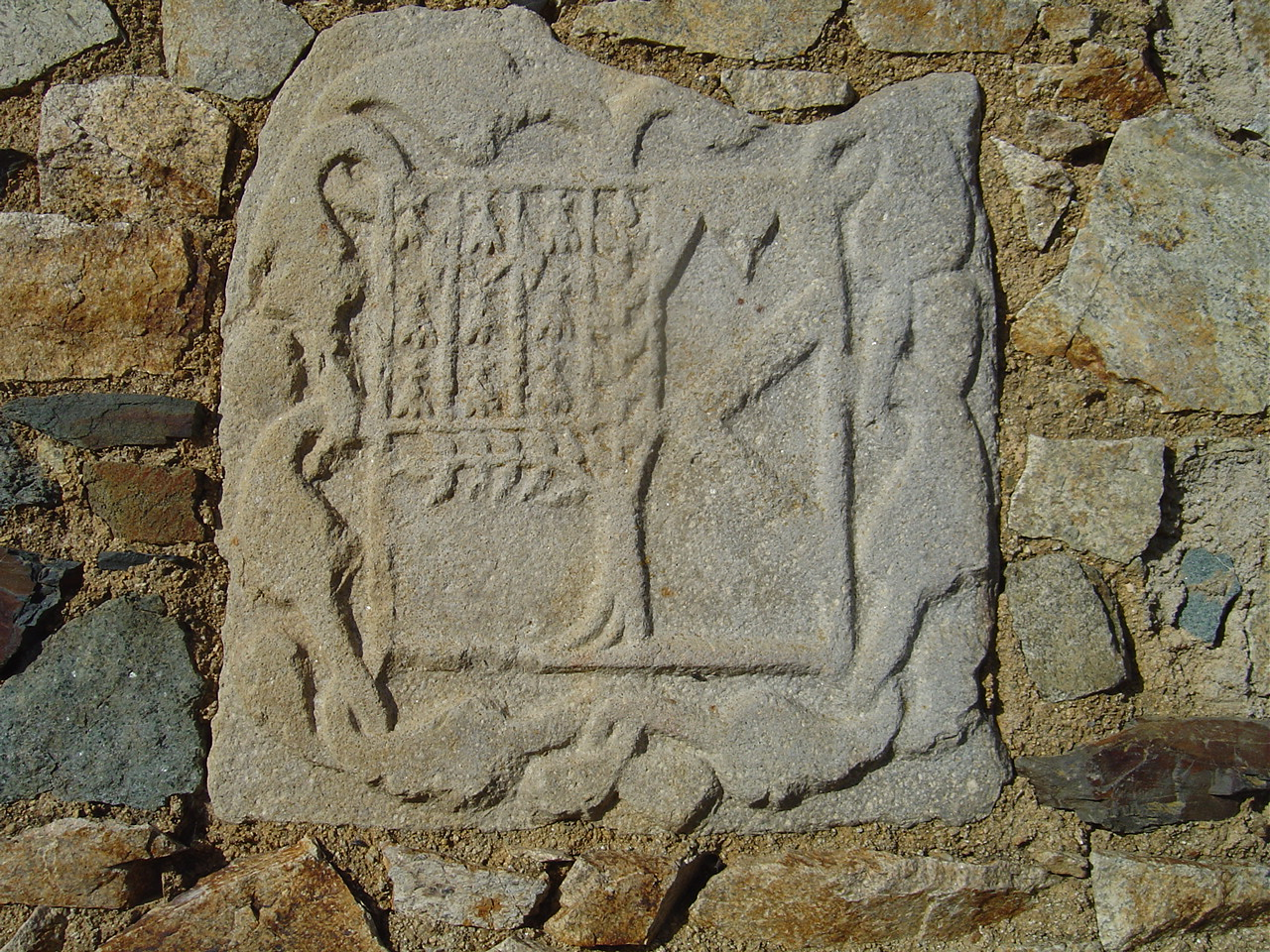
Blason des Gueguen à Carbien.

Longtemps après cette première mention des chevaliers d'Hillion, d'autres documents attestent de cette même famille. Le nom de Rolland de Hillion est mentionné à plusieurs reprises à partir de 1216. Les anciens manuscrits évoquent aussi les mésaventures de Guillaume de Hillion faisant partie de l'escorte du duc de Bretagne Jean V, ainsi que de nombreuses références à l'écuyer Guillaume de Hillion, à Lancelot de Hillion, à Jehan de Hilyon, noble seigneur de Hillion… Les chevaliers de Hillion adoptent dès le XIIIe siècle les armoiries « De gueules à une bande d'argent ».
D'autres familles nobles d'Hillion, comme les Guéguen, appartiennent également à la chevalerie bretonne. Leurs représentants sont régulièrement présents aux montres, et la branche hillionnaise de cette famille, les seigneurs de la Villecolué et du Clos portent un sceau décrit en 1504 : « D'argent à l'olivier de sinople, au franc quartier d'hermines, chargé de deux haches d'armes de gueules en pal ». Ces armoiries semblent attester de la participation à une croisade par l'un de leurs ancêtres.

#### Quelques événements au cours duXIVesiècle

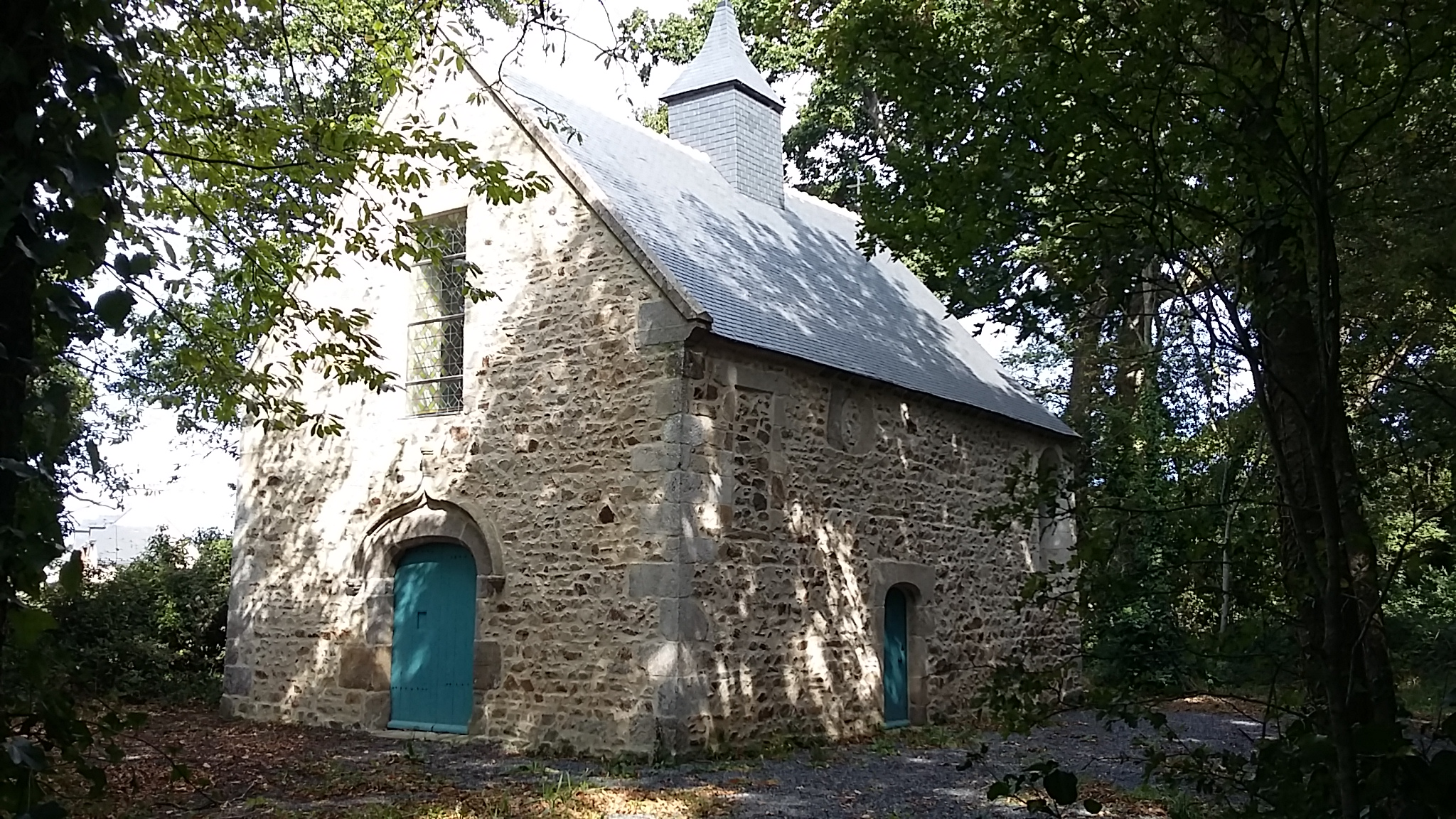
Chapelle saint Yves des Marais.

En 1327, Guillaume de Tournemine, revenant de la chasse, est surpris par une filière lors de la traversée de l'anse d'Yffiniac. Pour échapper à une mort imminente par noyade, il invoque saint Yves, décédé en 1303, et sort indemne de ce mauvais pas. Il apporte son témoignage lors du procès en canonisation de saint Yves et, en reconnaissance, il construit une chapelle qui lui est dédiée sur le site actuel de la chapelle du château des Marais
Pendant la guerre de Succession de Bretagne (1341-1365) entre Jeanne de Penthièvre et son mari Charles de Blois alliés aux Français d'une part, et Jean de Montfort allié aux Anglais d'autre part, Hillion occupe une place particulière dans le Penthièvre. Une garnison anglaise y séjourne commandée par Guyon de Kermalkeyn qui est l'un des 18 capitaines anglais recensés par Dom Morice en Bretagne. Sous la responsabilité du capitaine anglais de Bécherel, Wingreworth, cette garnison participe à la guerre des rançons qui ruine toutes les paroisses du Penthièvre, y compris Hillion. Cette garnison anglaise qui comportait sans doute plusieurs dizaines d'hommes d'armes était probablement basée au château de Lescobiche et à l'église Saint-Jean-Baptiste.

### Révolution française

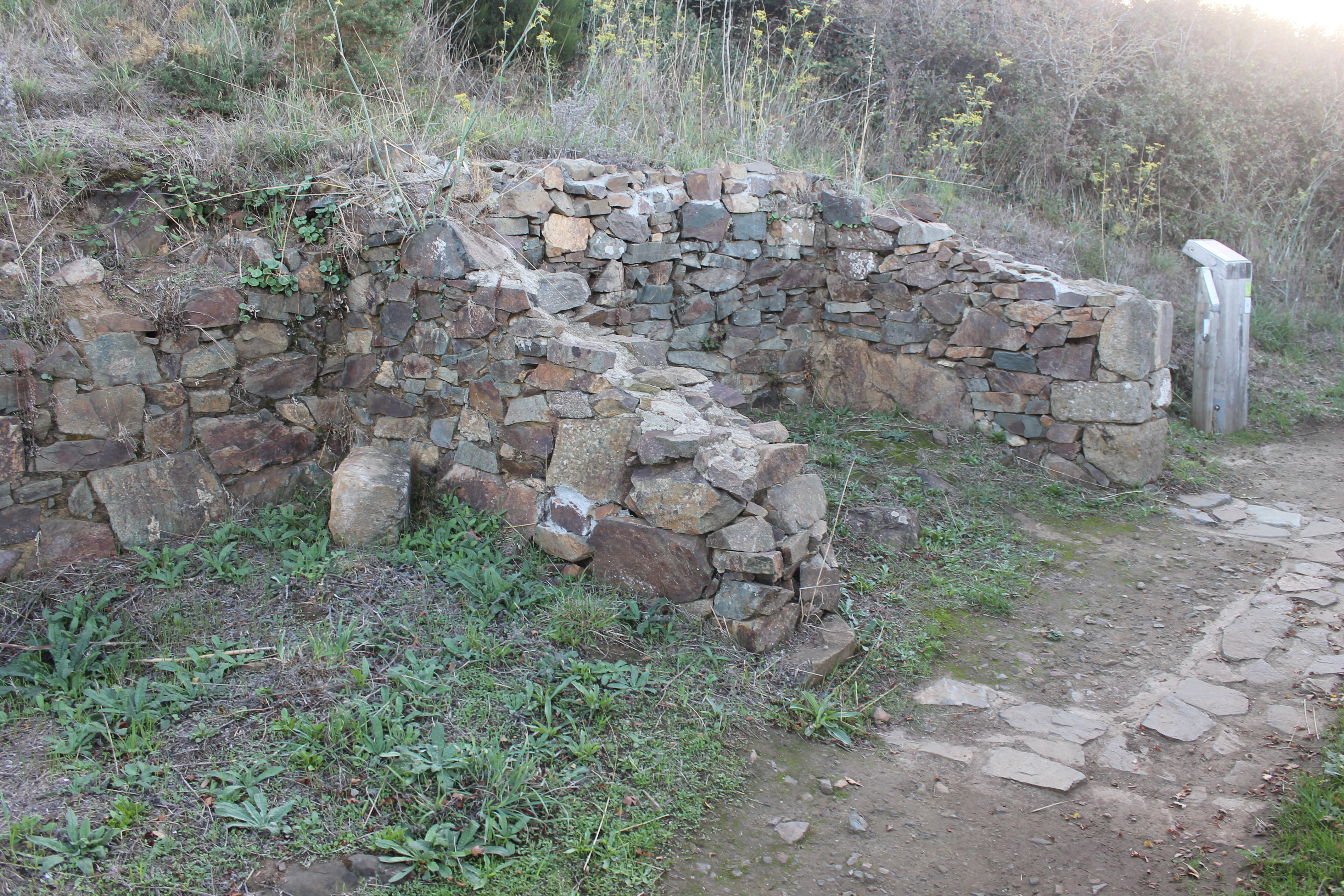
Ancien abri des douaniers à la pointe de Palus.

En 1790, Hillion élit son premier maire : Guillaume Guinard, fermier de Tanio. La population s'élève alors à plus de 1 700 habitants[réf. nécessaire].
Sur la toute la côte d'Hillion, a été construit six abris de douaniers datant du XVIIIe siècle. Des restes de ruines sont encore présent sur la pointe de Palus et la pointe du Grouin à côté d'un bunker de la Seconde Guerre mondiale,[réf. nécessaire].

### Époque contemporaine à aujourd'hui

#### LeXIXesiècle
Les habitants d'Hillion, Yffiniac et Langueux se livraient au colportage du sel extrait des salines de Langueux. Il était réputé pour sa blancheur éclatante et son goût ; on vendait aussi les résidus, attachés aux parois des chaudières ayant servi à l'évaporation de l'eau de mer, et qui formaient un sel de moins bonne qualité.
Les salines d'Yffiniac et de Langueux cessèrent leur activité vers 1860, victimes de la concurrence du sel provenant de salines plus méridionales, permettant d'obtenir du sel par des procédés plus économiques[réf. nécessaire].

#### LeXXesiècle

##### La Première Guerre mondiale
Le monument aux morts porte les noms de quatre-vingt-un soldats morts pour la France, dont un qui a péri en mer.

##### La Seconde Guerre mondiale
Le 9 septembre 1940, les Allemands joueront une fanfare dans la cour d'un café de la commune dès leur arrivée. Ils construisent quelque temps après des blockhaus sur la côte qu'ils nomment sur principalement deux positions différentes :

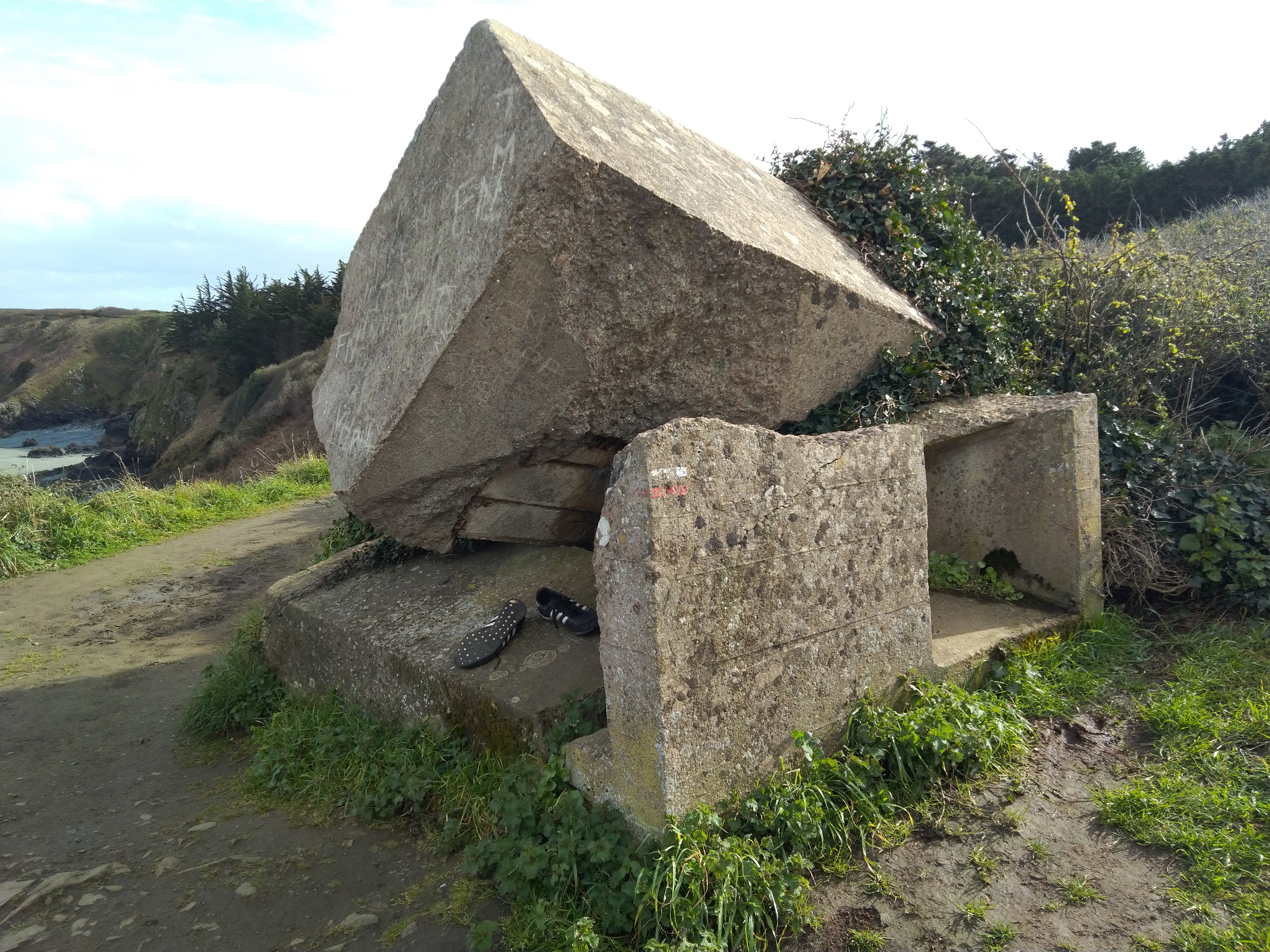
Wn La 370 - Bunker d'observation.

- Wn La 370 (pointe des Guettes) : deux/trois blockhaus type Vf[Quoi ?] pour du stockage de munitions et équipements, des projecteurs et pour la Lichtsprechgeräte (téléphonie légère modulée ou transmission sans fil) qui servait pour les unités de défense anti-aériennes[48]. Les soldats de ce secteur pouvaient communiquer avec ceux de la pointe du Roselier à Plérin et probablement ceux de la plage de Saint-Maurice à Morieux. Un blockhaus de type Regelbau 612 a également été construit au bout de l'impasse de la pointe des Guettes pointant sa direction vers le nord-ouest, afin de protéger la baie ; il a été démoli vers le milieu ou la fin des années 1960[Note 4]. Trois autres petits bunkers, probablement de commandement, furent construits au début de l'impasse de la pointe des Guettes dans le jardin d'une maison de villégiature ainsi qu'un baraquement[47]. Les trois petits bunkers sont encore présent mais le baraquement a été détruit juste après la guerre ;

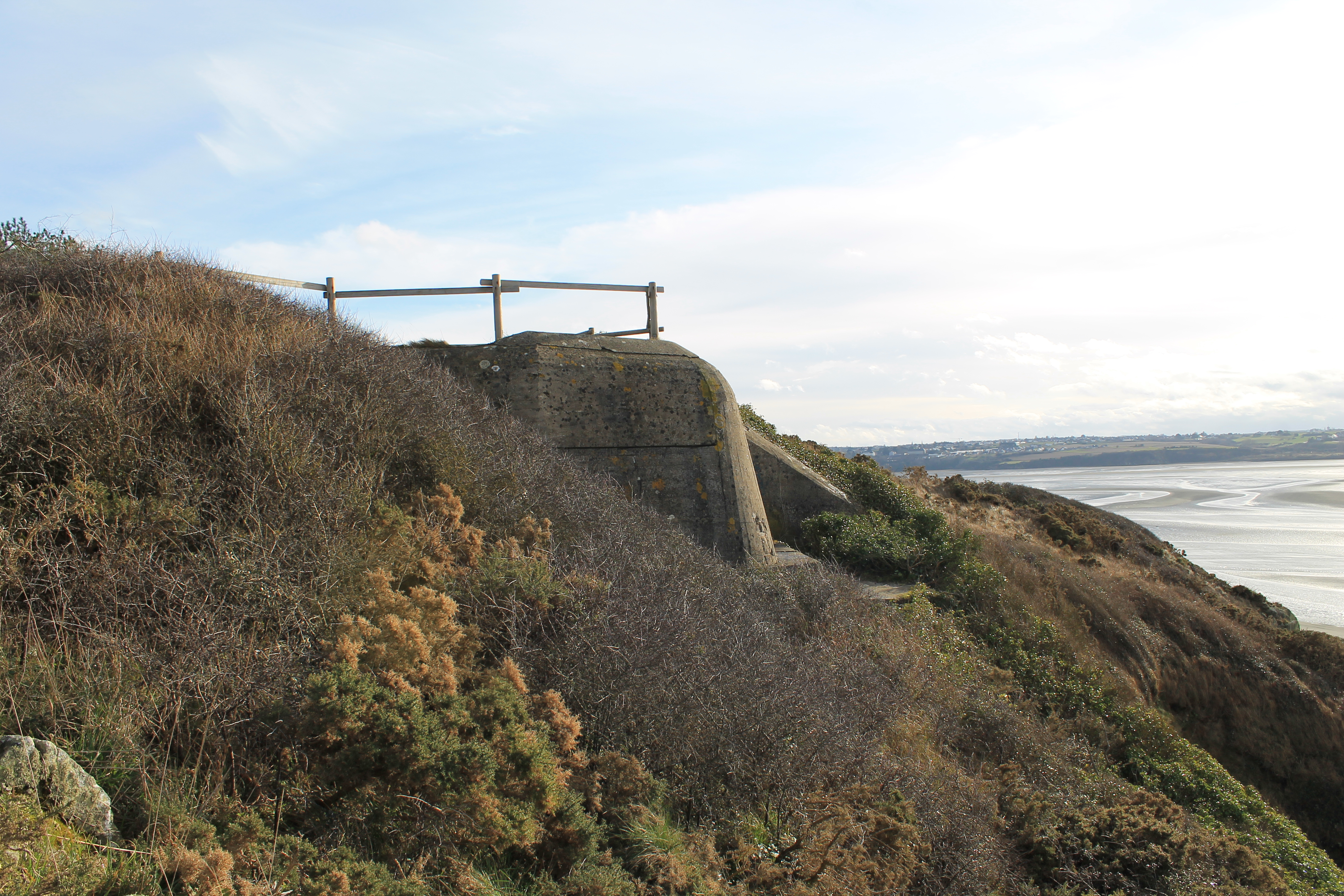
Wn La 371 - Pointe du Grouin - Bunker type Regelbau 612.

- Wn La 371 (pointe du Grouin) : la pointe possédait deux blockhaus de type Regelbau 612[48],[49]. Ce secteur avait été choisi pour défendre l'entrée du port du Légué de Saint-Brieuc côté Est. Les bunkers étaient équipés d'un canon Pak 40 de 7,5 cm. Ils disposaient d'une vue de 180° et étaient reliés par des tranchées, qui restent distinguables. Cette zone était protégée par un champ de mine et la route pour y accéder était muni de mines antichars.

Wn est l'abréviation de Widerstandsnest (nid de résistance), La pour le secteur de Lamballe et les chiffres pour le numéro du secteur ; ils sont donc à suivre d'Est à l'Ouest. La plupart de ces infrastructures sont toujours présentes.

Carte des fortifications du mur de l'Atlantique à Hillion.

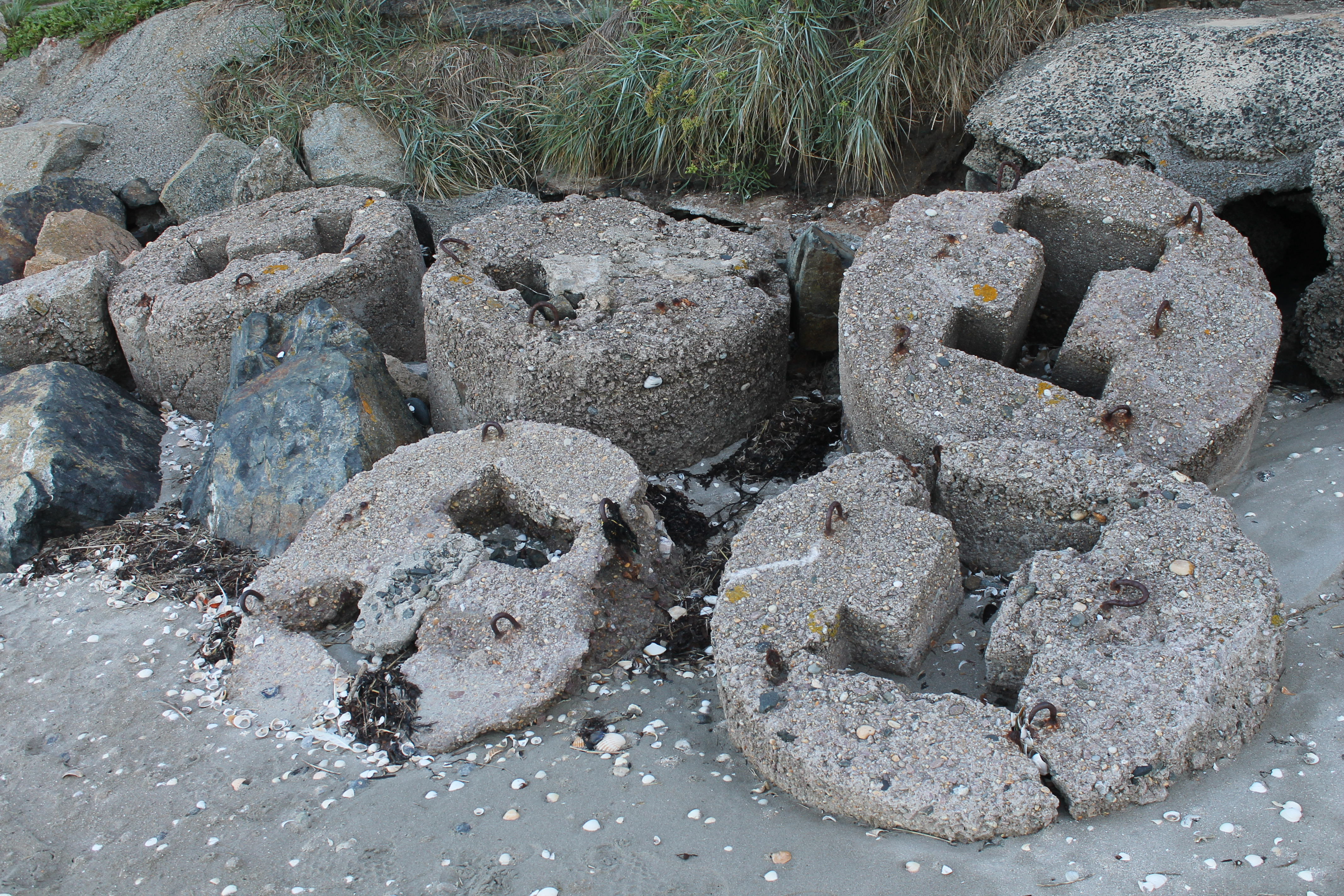
Des nussknackers sur la plage de St-Guimond.

D'autres secteurs étaient également sécurisées tel que la plage de Saint-Guimond, qui était recouvert de nussknackers et probablement d'autres éléments anti-débarquement tels que des pieux, des hérissons tchèques, des fil de fer barbelé et probablement des emplacements avec mitrailleuses (modèles MG 34 ou MG 42). Les dunes et plages de Bon Abri, et probablement celle de la Grandville, étaient recouvert de ces éléments ainsi que des mines anti-débarquement et antichars. La rue de Trégot, qui mène à la plage de Lermot, était protégée par des mines antichars et une structure bétonnée (un encuvement), aujourd'hui disparu, située entre les maisons n°25 et n°27. Une autre structure bétonnée identique est située derrière le n°4 Le Tertre Piquet. Ils étaient probablement équipées de canons KwK 38 de 5 cm. Au lieu-dit de Lermot, la maison n°15 rue de Trégot était un café ou les soldats allemand en permission pouvaient probablement se délasser (la soldatenkaffee). Derrière ce lieu-dit, était installé un réseau de barbelé et sur les routes et chemins, des chevaux de frises afin d'évité toutes intrusions de civils.
L'armée allemande s'installa également dans les château des Marais et des Aubiers et l'état-major logeait dans une maison rue de l'Hôtellerie.
Tôt le matin en novembre 1941, un avion anglais s'était débarrassé de ses bombes sur le bourg d'Hillion. Il visait un dépôt de munitions à Saint-Ilan (Langueux). Une bombe tomba sur la route devant le café Hardoin-Méchinaud, aujourd'hui bar-crêperie face à la salle Palante, faisant un immense cratère profond où Joseph Déron, le sacristain qui allait sonner l'angélus du matin tomba. Il fut récupéré de justesse à l'aide de cordes. La deuxième endommagea l'Hôtel Saint Nicolas, juste derrière l'église, blessant grièvement une pensionnaire qui y perdit une jambe. L'hôtel fût reconstruit plus tard au titre des « dommages de guerre ». Enfin, le troisième projectile atterrit dans le jardin du presbytère ne faisant qu'un trou d'un mètre cinquante de diamètre. Ayant trouvé de la terre molle, la bombe ne dû pas exploser en profondeur. Elle s'y trouve peut-être encore.
Le 21 avril 1944, un avion américain Lockheed P-38 Lightning est touché par la DCA du lieu-dit de Lermot. L'avion, piloté par le lieutenant américain Emerson, est obligé de se poser en urgence au lieu-dit de Pivert (actuellement vers les serres des Salines) près du château des Aubiers. L'avion sera abandonné en plein champ et démonté par les soldats allemands qui sont au château. Ceux-ci pourchasseront le lieutenant Emerson et l'arrêteront.
Les Allemands quittèrent la ville quelques jours après le débarquement de Normandie, en fin de semaine entre le jeudi 8 ou le dimanche 12 juin 1944. Une troupe d'une trentaine d'hommes à pied s'en allèrent pour probablement aller sur Saint-Brieuc. Les américains arrivèrent le 6 août 1944, même jour que la libération de Saint-Brieuc. Une unité d'artillerie d'environ cent hommes s'installèrent dans la commune avec quatre canons de 90 mm tractés (probablement des M1 ou M1A1) et d'un radar mobile. Les canons avaient été positionnés en batterie dans les champs à gauche de la route qui mène à la pointe des Guettes (actuellement derrière le camping Bellevue). La troupe installa également une dizaine de tentes dans le même secteur.
Le monument aux morts porte les noms de douze soldats morts pour la France. Parmi eux deux ont péri en mer.

##### La Guerre d'Algérie
Le monument aux morts porte le nom d'un soldat tombé au Champ d'Honneur.

## Politique et administration

### Finances locales
Cette sous-section présente la situation des finances communales de Hillion.
Pour l'exercice 2013, le compte administratif du budget municipal de Hillion s'établit à  6 756 000 € en dépenses et 6 360 000 € en recettes :
En 2013, la section de fonctionnement se répartit en 3 576 000 €  de charges (858 € par habitant) pour 4 194 000 € de produits (1 007 € par habitant), soit un solde de 619 000 € (148 € par habitant), :
- le principal pôle de dépenses de fonctionnement est celui des charges de personnels[Note 13] pour une somme de 2 013 000 € (56 %), soit 483 € par habitant, ratio supérieur de 17 % à la valeur moyenne pour les communes de la même strate (413 € par habitant). Sur la période 2009 - 2013, ce ratio augmente de façon continue de 351 € à 483 € par habitant ;
- la plus grande part des recettes est constituée des impôts locaux[Note 14] pour un montant de 1 787 000 € (43 %), soit 429 € par habitant, ratio voisin de la valeur moyenne de la strate. Pour la période allant de 2009 à 2013, ce ratio augmente de façon continue de 375 € à 429 € par habitant.

Les taux des taxes ci-dessous sont votés par la municipalité de Hillion. Ils ont varié de la façon suivante par rapport à 2012 :
- la taxe d'habitation sans variation 23,06 % ;
- la taxe foncière sur le bâti égale 23,38 % ;
- celle sur le non bâti constante 91,59 %.

La section investissement se répartit en emplois et ressources. Pour 2013, les emplois comprennent par ordre d'importance :
- des dépenses d'équipement[Note 16] pour une valeur de 1 284 000 € (40 %), soit 308 € par habitant, ratio inférieur de 18 % à la valeur moyenne pour les communes de la même strate (375 € par habitant). Pour la période allant de 2009 à 2013, ce ratio fluctue et présente un minimum de 214 € par habitant en 2012 et un maximum de 701 € par habitant en 2011 ;
- des remboursements d'emprunts[Note 17] pour une valeur de 359 000 € (11 %), soit 86 € par habitant, ratio supérieur de 13 % à la valeur moyenne pour les communes de la même strate (76 € par habitant).

Les ressources en investissement de Hillion se répartissent principalement en :
- subventions reçues pour une valeur de 319 000 € (15 %), soit 76 € par habitant, ratio supérieur de 12 % à la valeur moyenne pour les communes de la même strate (68 € par habitant). Sur les 5 dernières années, ce ratio fluctue et présente un minimum de 55 € par habitant en 2010 et un maximum de 143 € par habitant en 2011 ;
- fonds de Compensation pour la TVA pour  122 000 € (6 %), soit 29 € par habitant, ratio inférieur de 26 % à la valeur moyenne pour les communes de la même strate (39 € par habitant).

L'endettement de Hillion au 31 décembre 2013 peut s'évaluer à partir de trois critères : l'encours de la dette, l'annuité de la dette et sa capacité de désendettement :
- l'encours de la dette pour un montant de 6 340 000 €, soit 1 521 € par habitant, ratio supérieur de 87 % à la valeur moyenne pour les communes de la même strate (814 € par habitant). Sur la période 2009 - 2013, ce ratio fluctue et présente un minimum de 998 € par habitant en 2009 et un maximum de 1 690 € par habitant en 2011[A2 5] ;
- l'annuité de la dette pour une valeur de 448 000 €, soit 107 € par habitant, ratio voisin de la valeur moyenne de la strate. En partant de 2009 et jusqu'à 2013, ce ratio fluctue et présente un minimum de 107 € par habitant en 2013 et un maximum de 458 € par habitant en 2010[A2 5] ;
- la capacité d'autofinancement (CAF) pour  768 000 €, soit 184 € par habitant, ratio voisin de la valeur moyenne de la strate. Pour la période allant de 2009 à 2013, ce ratio fluctue et présente un minimum de 152 € par habitant en 2011 et un maximum de 195 € par habitant en 2010[A2 6]. La capacité de désendettement est d'environ 8 années en 2013. Sur une période de 14 années, ce ratio présente un minimum d'environ 2 années en 2005 et un maximum d'environ 11 années en 2011.

### Jumelages
- Ballabio (Italie)

## Démographie
Les habitants de la commune sont appelés les Hillionnais (Hilionad (Hilioniz), Hilionadez (-ed) en breton).
L'évolution du nombre d'habitants depuis 1793 est connue à travers les recensements de la population effectués à Hillion depuis cette date :
| 1793  | 1800  | 1806  | 1821  | 1831  | 1836  | 1841  | 1846  | 1851  |
| ----- | ----- | ----- | ----- | ----- | ----- | ----- | ----- | ----- |
| 1 773 | 1 627 | 1 857 | 2 430 | 2 518 | 2 527 | 2 700 | 2 873 | 2 748 |

| 1856  | 1861  | 1866  | 1872  | 1876  | 1881  | 1886  | 1891  | 1896  |
| ----- | ----- | ----- | ----- | ----- | ----- | ----- | ----- | ----- |
| 2 708 | 2 710 | 2 649 | 2 553 | 2 638 | 2 648 | 2 666 | 2 644 | 2 723 |

| 1901  | 1906  | 1911  | 1921  | 1926  | 1931  | 1936  | 1946  | 1954  |
| ----- | ----- | ----- | ----- | ----- | ----- | ----- | ----- | ----- |
| 2 589 | 2 473 | 2 317 | 2 029 | 1 971 | 1 953 | 1 950 | 1 957 | 2 006 |

| 1962  | 1968  | 1975  | 1982  | 1990  | 1999  | 2006  | 2007  | 2012  |
| ----- | ----- | ----- | ----- | ----- | ----- | ----- | ----- | ----- |
| 2 122 | 2 235 | 2 858 | 3 232 | 3 591 | 3 786 | 4 001 | 4 031 | 4 049 |

| 2017  | 2022  | - | - | - | - | - | - | - |
| ----- | ----- | - | - | - | - | - | - | - |
| 4 137 | 4 304 | - | - | - | - | - | - | - |

## Économie

### Revenus de la population et fiscalité
En 2007, le revenu fiscal médian par ménage était de 18 997 €, ce qui place Hillion au 6 600e rang parmi les 30 687 communes de plus de 50 ménages en métropole, et le revenu net imposable moyen s'élevait à 24 621 €. Au sein de la commune, 62,4 % des foyers fiscaux étaient imposables. Les revenus déclarés étaient pour 60,7 % des revenus salariés, pour 24,4 % des pensions, retraites et rentes et pour 10,2 % des revenus non salariés.

### Activités économiques

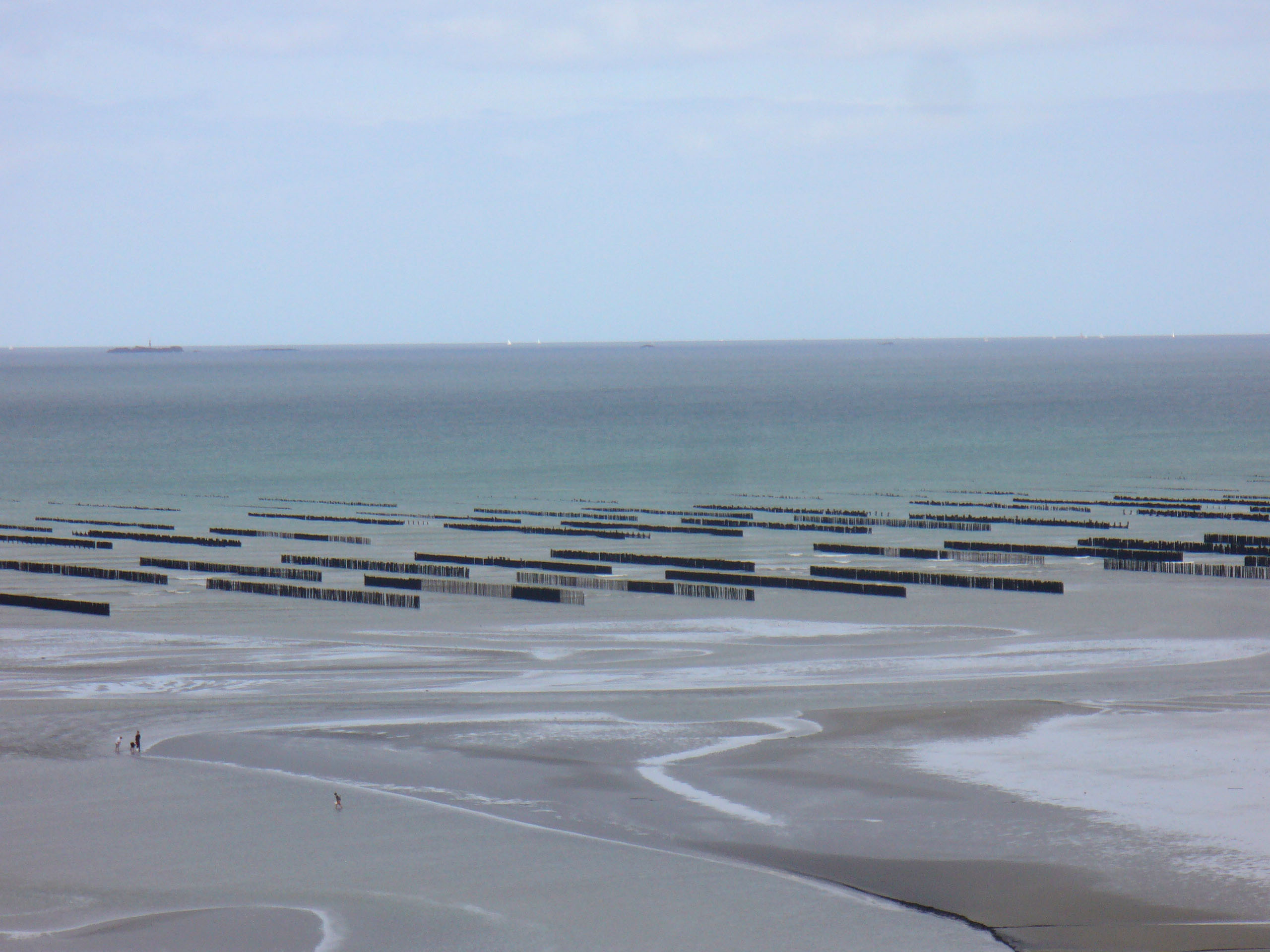
Vue sur les bouchots.

La mytiliculture est une activité importante puisque 10 % des moules françaises, soit environ 3 000 à 4 000 tonnes, sont issues de la production hillionnaise. Il s'agit d'une production par élevage sur bouchots situés à l'est de la Pointe des Guettes. L'accès à la zone est située sur la plage de Bon Abri. Les espèces présentes sont la Mytilus galloprovincialis, adaptée au climat, et la Mytilus edulis.
L'activité agroalimentaire est présente sur la commune.

## Culture locale et patrimoine

### Lieux et monuments

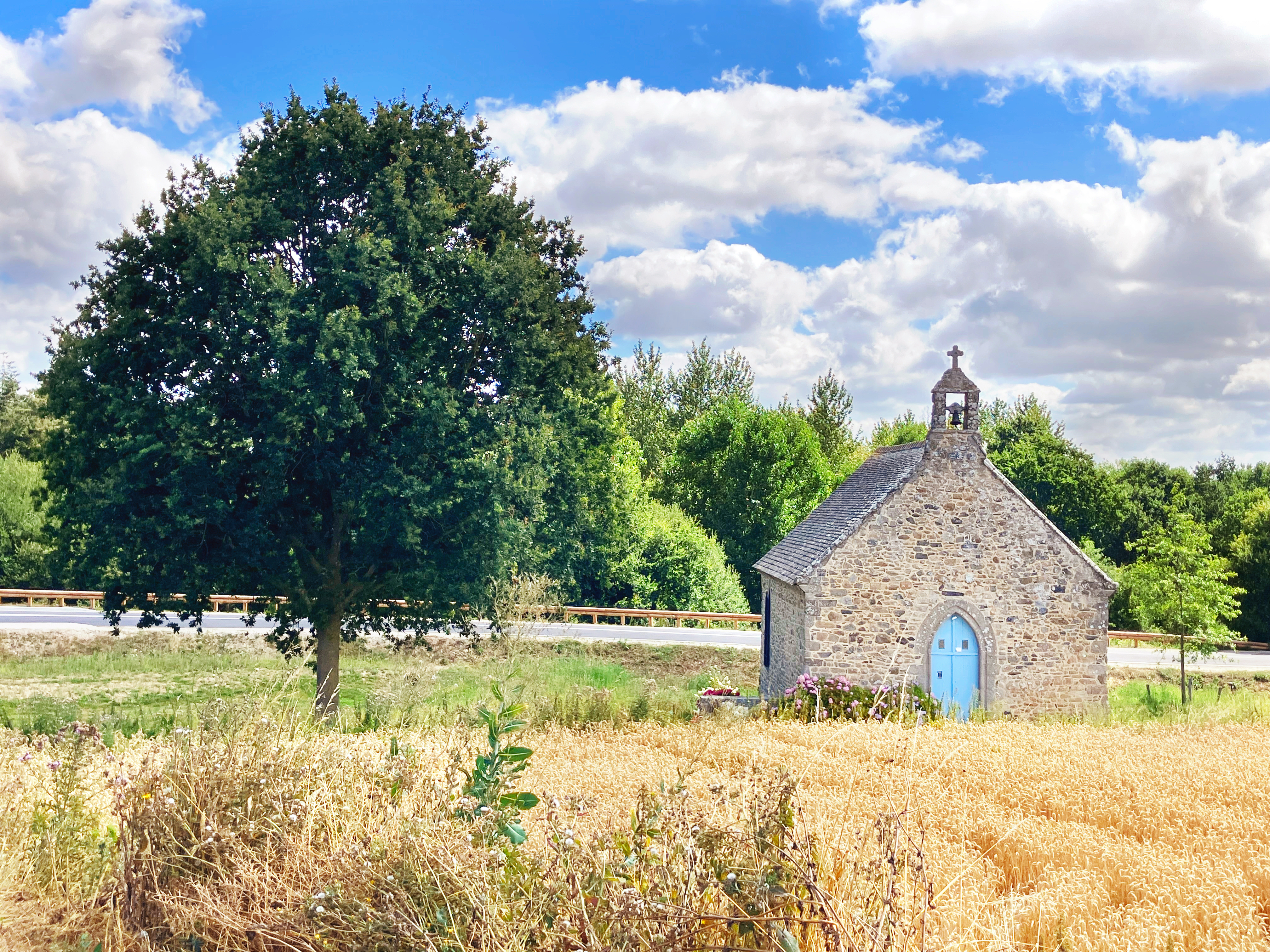
La chapelle Saint-Laurent entre les hameaux Saint-Laurent et Les Ponts Neufs, entre la D786 et la D46.

- L'église Saint-Jean-Baptiste (XIe et XIXe siècles) — ouverte au public.
- L'église Saint-Ronan de Saint-René — ouverte au public.
- Le Manoir de Carbien (XVIIe siècle) — privé.
- Le Château des Aubiers (XIXe siècle) et son ancien manoir (XVIe siècle) — privé.
- Le Château des Marais : construit en 1893 à la place d'un ancien manoir fortifié des XVe siècle et XVIIe siècle. Laissé à l'abandon en 1990 puis racheté et rénové en 1996 — privé.
- Le Château de Bonabry (XVIe et XVIIe siècles), avec sa chapelle Saint-Loup-et-Saint-Gilles et son colombier — privé.
- La Croix de Bonabry (XVIe siècle), à l'origine « croix de Lesmeleuc », portant les armoiries d'Adrien du Fay et de Catherine Madeuc — libre d'accès.
- Le Manoir des Chauchix — privé.
- Le Manoir de Lesmeleuc, (XVe siècle) — détruit.
- Le Manoir des Vergers (XVe siècle).
- Le Manoir des Portes (XVe et XVIe siècles).
- Le Manoir de Licantois (XVIe siècle).
- Le Manoir de La Ville-Pierre (XVIe siècle).
- La Villa de Georges Palante : Georges Palante, né en 1862, professeur agrégé de philosophie à Châteauroux en 1888, fait construire cette maison où il vient passer ses moments de repos — libre d'accès extérieur.
- Le Colombier du Clos-Guéguen (XVIe siècle), à l'entrée du bourg — libre d'accès.
- Le viaduc des Ponts-Neufs : il a été construit à partir de 1913 par Louis Harel de la Noë pour les chemins de fer des Côtes-du-Nord. Il fait 237 m de long, 27 m de haut et possède 13 travées — libre d'accès.
- Les blockhaus de la Seconde Guerre mondiale : situées sur les pointes des Guettes et du Grouin — libre d'accès.
- Le Menhir de Carquitté : le seul mégalithe de la commune — libre d'accès.

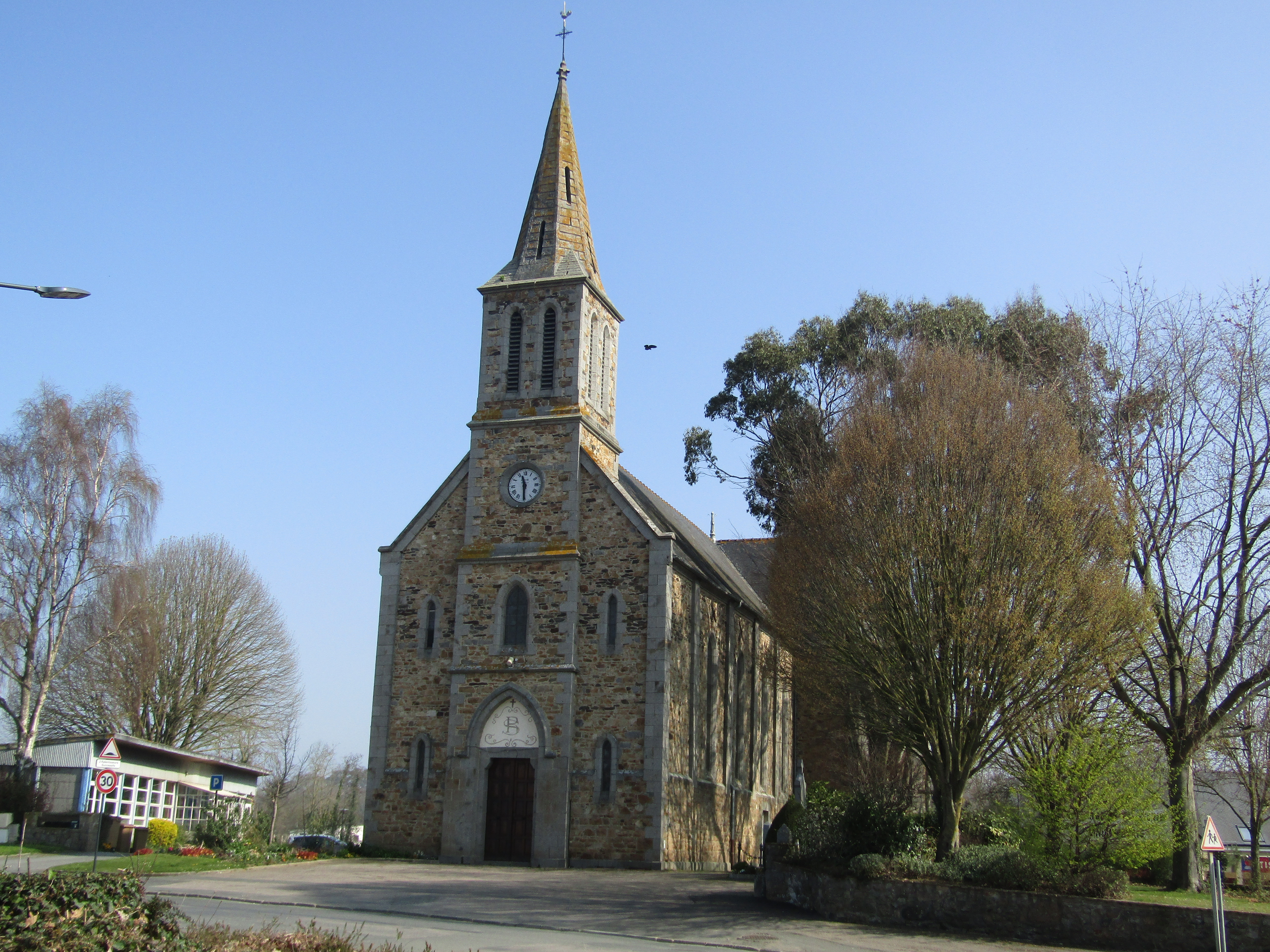
Église Saint-Ronan de Saint-René.
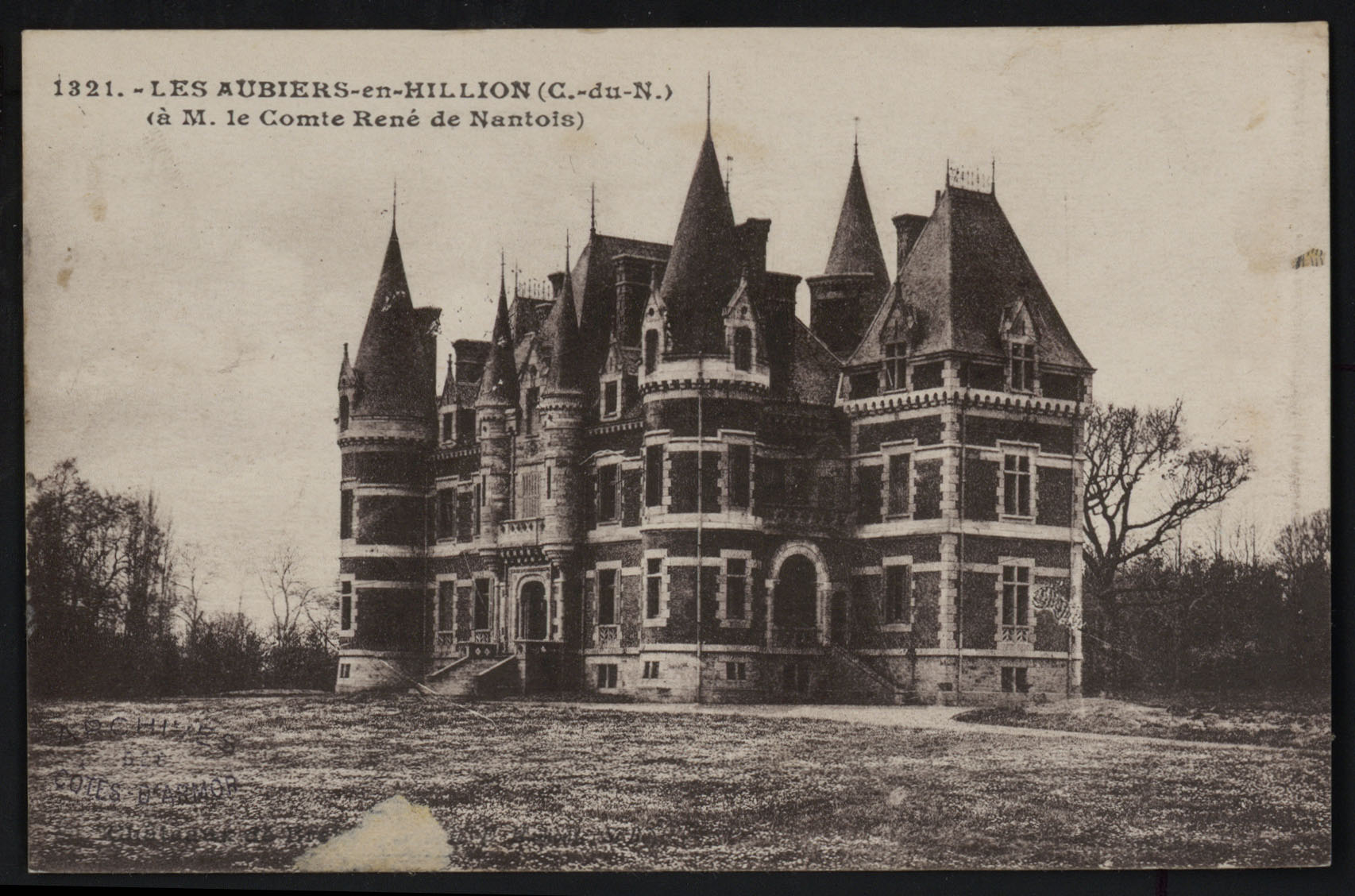
Château des Aubiers.
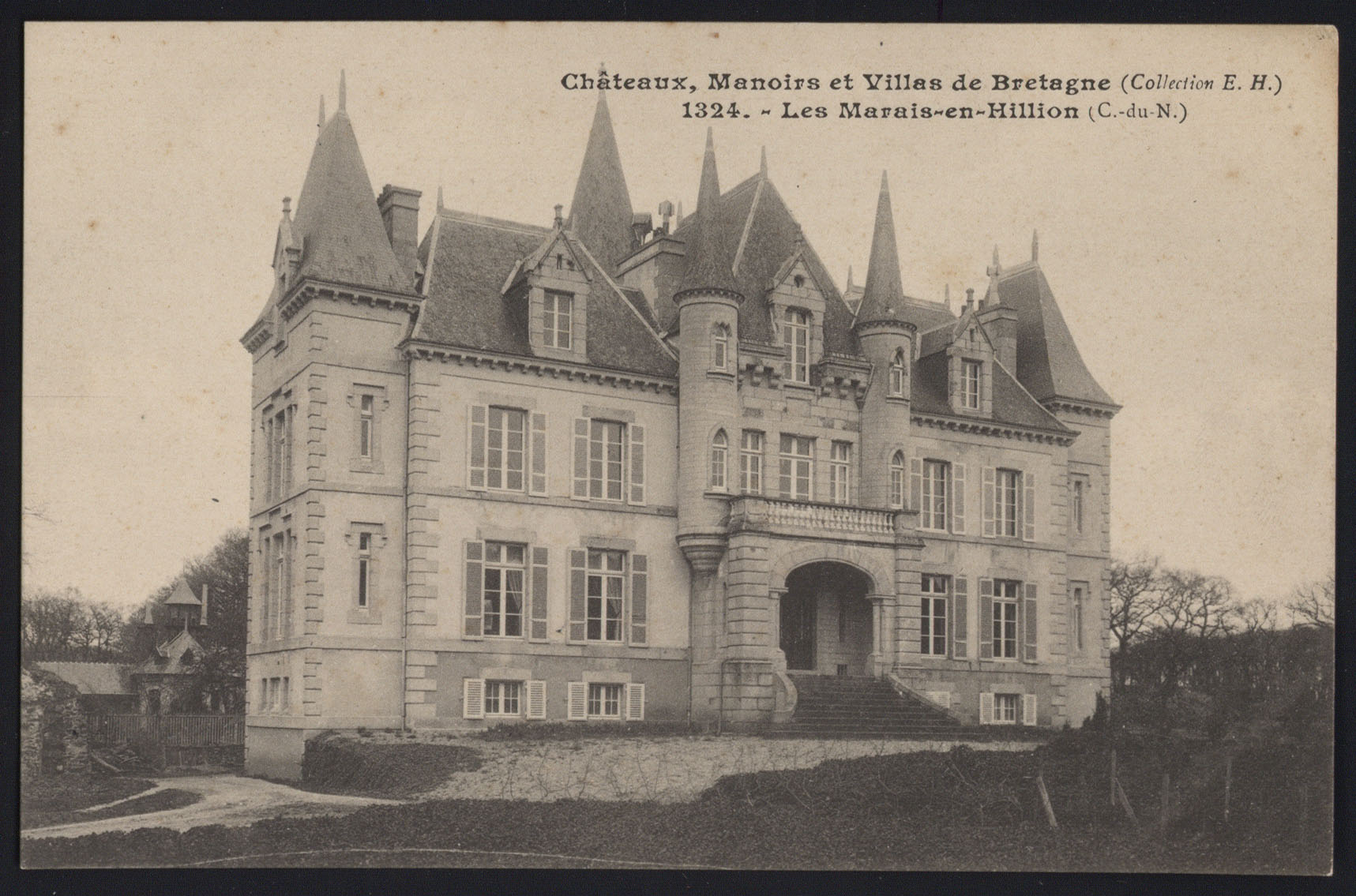
Château des Marais.
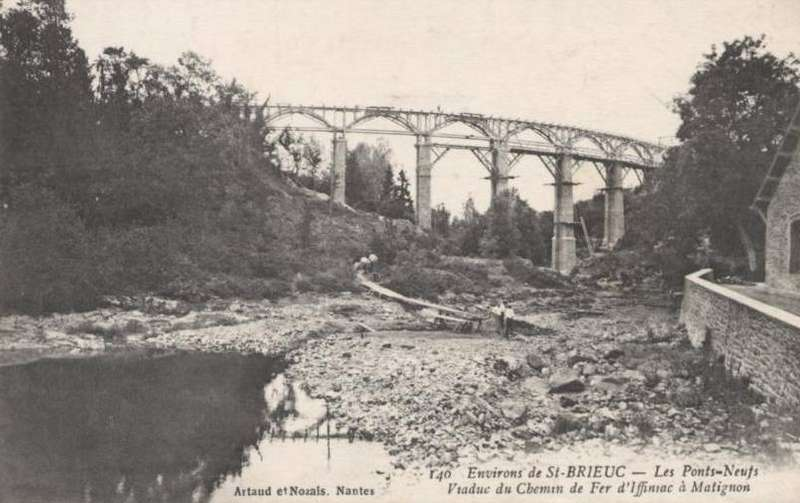
Viaduc des Ponts-Neufs.
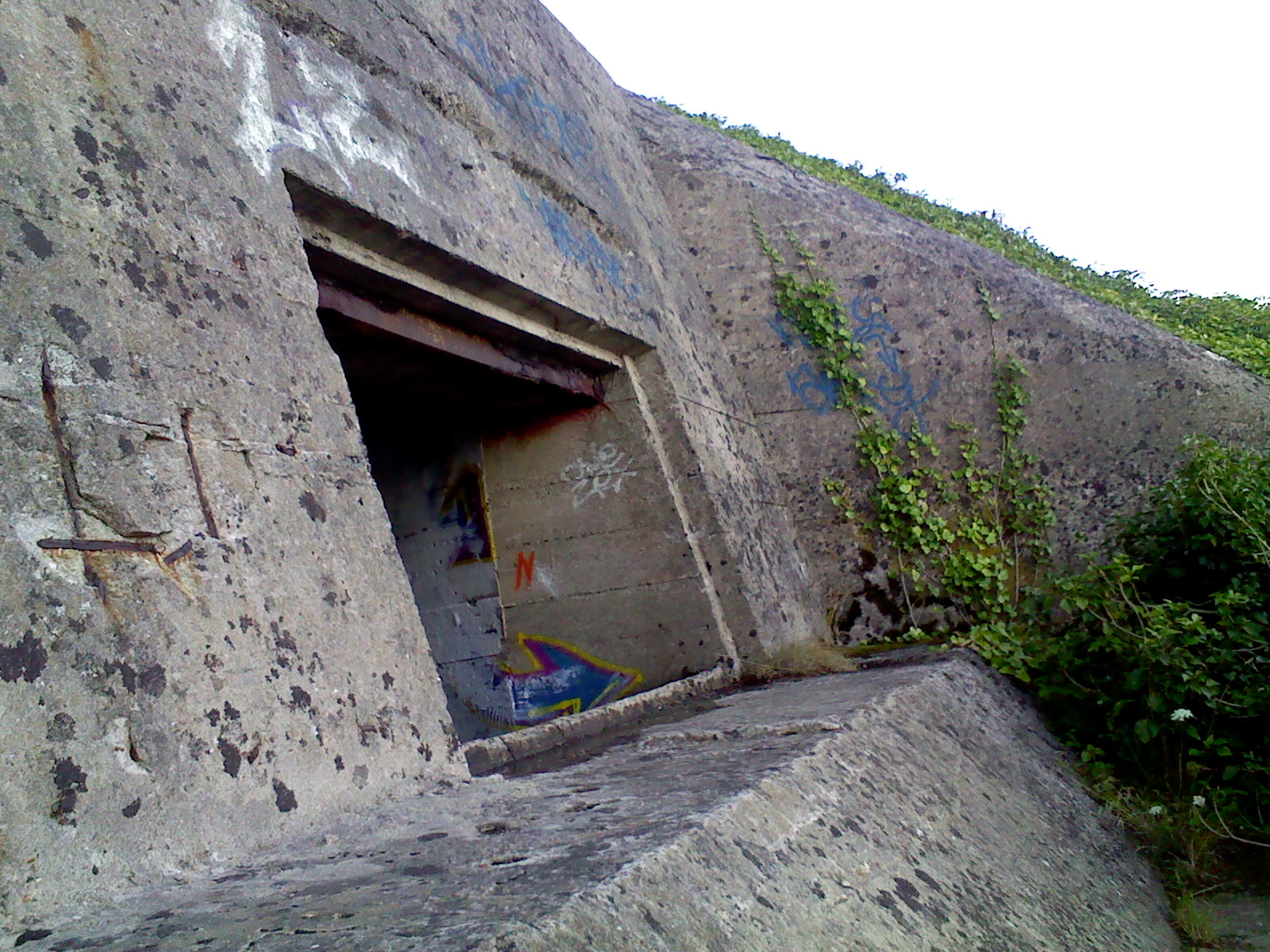
L'un des bunkers.
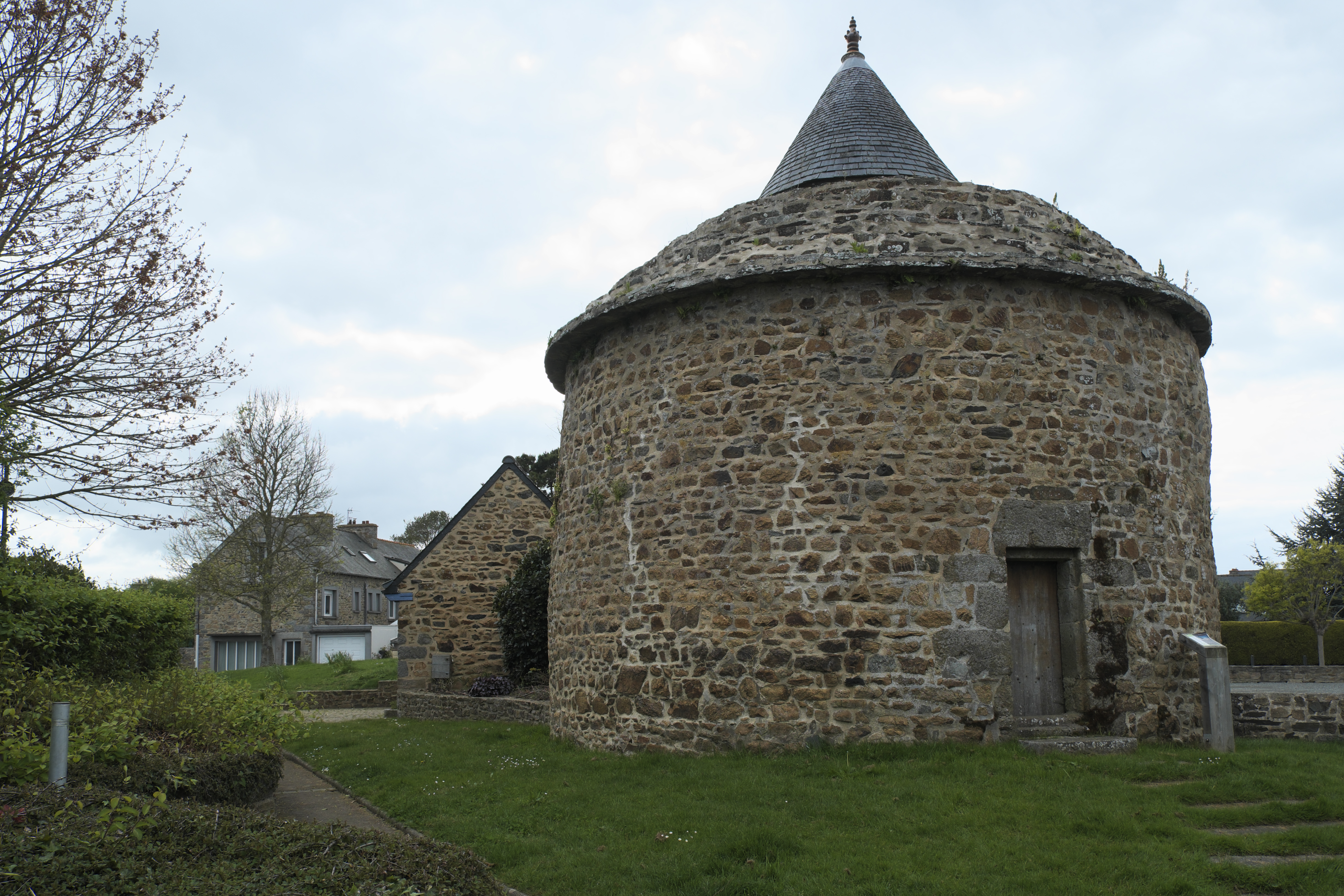
Colombier du Clos-Guéguen.

### Autres
- La maison de la baie, située sur la commune à proximité de la plage de l'Hôtellerie.

### Personnalités liées à la commune

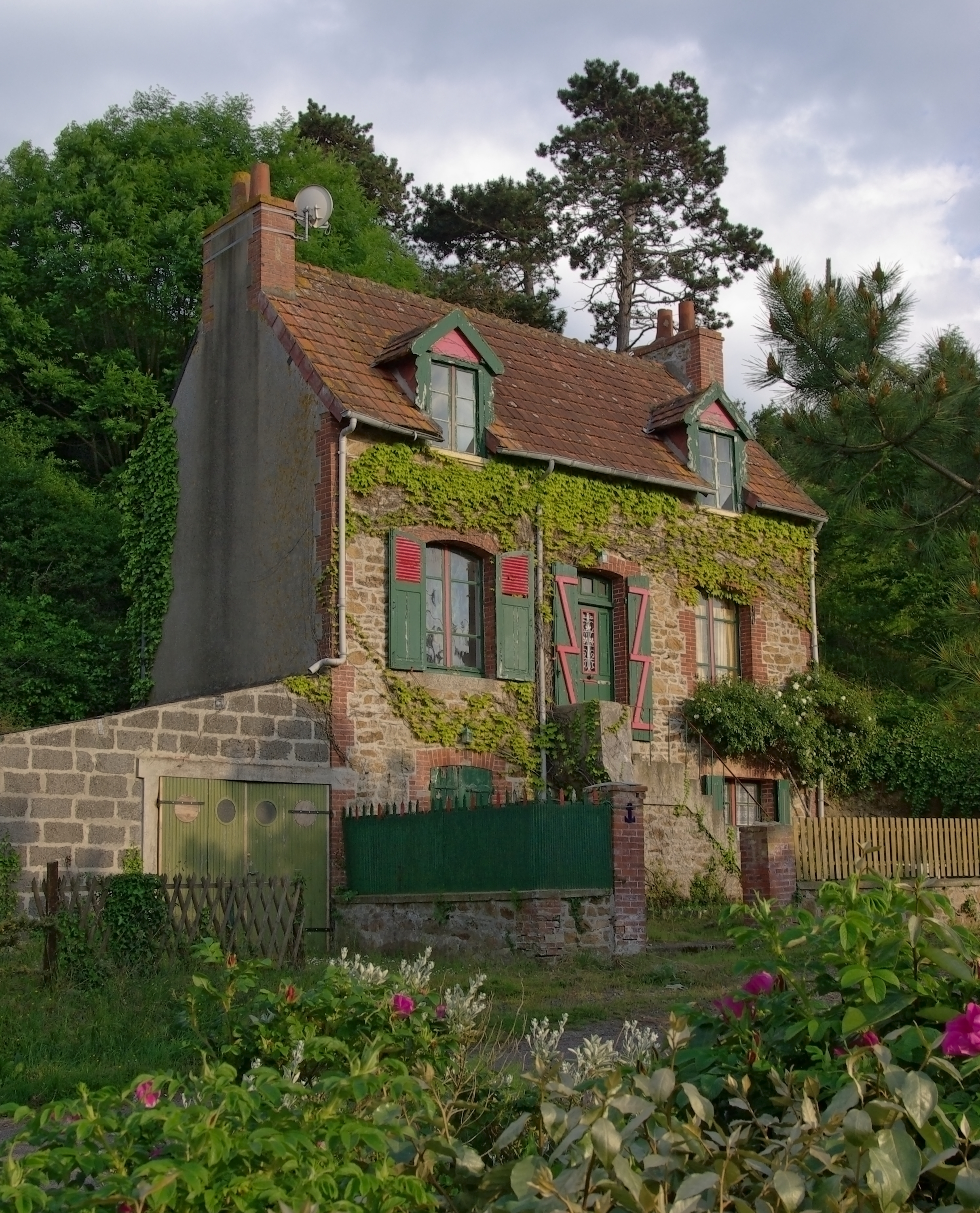
Villa de Georges Palante

- Saint Ronan (dont le nom a été francisé en Saint René) : il aurait vécu un temps dans la commune (d'où l'église Saint-Ronan et l'ancienne paroisse de Saint-René)[61].
- Guillaume Guéguen, fils de Guillaume Guéguen, écuyer, seigneur du Clos-Guéguen. Né à Lamballe vers 1440 et décédé à Nantes le 29 novembre 1506.
- Georges Palante : (1862 – 1925), « nietzschéen de gauche », avait sa résidence secondaire à La Grandville, commune d'Hillion. C'est là qu'il s'est suicidé le 5 août 1925. Il est enterré dans le cimetière d'Hillion et la nouvelle salle communale porte son nom.
- L'écrivain Louis Doucet (1949) réside à La Grandville. Il évoque le hameau dans plusieurs de ses ouvrages, notamment dans Images I et dans Rhizomes.
- Patrice Carteron : footballeur, entraîneur de Dijon Football Côte d'Or y a vécu.
- Minou Drouet , poétesse, née à Hillion le 24 juillet 1947.

### Héraldique
| Blason | Blasonnement : De gueules à la bande d'argent chargée de trois mouchetures d'hermine de sable. |